# Flûte traversière
Pour un article plus général, voir Flûte.
La flûte traversière est un instrument à vent de la famille des bois. Jusqu'au XIXe siècle, elle était effectivement en bois, lequel a été peu à peu remplacé par le métal en Europe. Le terme traversière provient du jeu latéral du musicien par rapport à l'instrument.
La flûte traversière en ut est l'instrument éponyme de la famille des flûtes traversières ainsi que son instrument principal. La famille des flûtes traversières modernes est une famille d'instruments destinés à être joués dans un orchestre contemporain. Cependant, il existe un très grand nombre d'autres flûtes traversières (à jeu latéral) avec par exemple en Asie les bansurî, ryūteki et nōkan et en Europe les fifres et le traverso. Ce dernier est d'ailleurs l’ancêtre de la traversière moderne, mais il est encore joué selon les effets et la sonorité recherchés ou selon le répertoire exploré (baroque notamment).
Les plus anciennes flûtes traversières à nous être parvenues ont été découvertes en extrême-orient. Il s'agit notamment d'instruments en os datant du IXe siècle av. J.-C. ont été retrouvés en Chine. L'instrument s'implante et se généralise en Europe à la faveur de la renaissance du XIIe siècle sous la forme d'un instrument en bois bouché par les doigts et devient un des instruments habituels de l'orchestre puis de l'opéra à partir du XVIIe siècle. Au XIXe siècle, sous l'impulsion de Theobald Boehm, la flûte traversière devient un instrument en métal dont le doigté et l'ergonomie sont fixés et organisés par une mécanique comportant des clefs, des clapets (calotte munie d'un tampon) et des plateaux qui se substituent à la pulpe des doigts du musicien pour boucher les trous de la flûte, et lui donner accès aux trous dont l'écartement les met presque hors de portée de sa main.
La famille des flûtes, et particulièrement la grande flûte munie de ses clefs, compte avec le violon ou le piano parmi les instruments les plus véloces de l'orchestre.
En tant que flûte, la traversière est un aérophone : c'est l'air lui-même qui constitue la matière sonore vibrante, et non le corps de l'instrument, ni une quelconque corde ou membrane (voir l'article consacré au système Hornbostel-Sachs de classification des instruments de musique). De plus elle est considérée comme un des instruments à vent proprement dits, car l'air vibrant est contenu dans le corps de l'instrument, et le flux d'air produit par le souffle du musicien est mis en vibration parce qu'il se brise sur un biseau : l’arête du trou de l'embouchure dans le cas de la flûte traversière.

## Dénomination etorganologie

### Lexique
Le terme traversière est lié à la position de jeu de l'instrument par rapport à la bouche du flûtiste : la flûte « traverse » la bouche vers la droite, contrairement à la plupart des instruments à vent et à la flûte à bec en particulier.
Le nom de la famille des “bois” — dont fait partie la flûte traversière — est un peu paradoxal dans la mesure où la flûte traversière européenne est aujourd'hui le plus souvent en métal, parfois encore effectivement en bois, mais aussi (rarement) en cristal. De même les saxophones, qui font aussi partie des bois, sont presque toujours en cuivre (sauf quelques saxophones des Andes qui sont en bambou), ainsi  que certains instruments de la famille des cuivres sont pourtant faits en bois, comme le cornet à bouquin ou le didgeridoo australien. De même d'autres “bois” sont encore ou ont été fabriqués dans des matériaux divers comme l'ivoire pour le hautbois baroque, la céramique (ocarina) ou le plastique (pour la flûte à bec des débutants).
Dans le temps passé — comme aujourd'hui dans l'espace géographique mondial des instruments traditionnels — les “bois” étaient en effet presque toujours en bois, de même que les “cuivres” étaient le plus souvent faits en cuivre, ce qui explique leur appellation historique. Aujourd'hui, ces deux familles se distinguent plutôt par leur mode de mise en vibration de l'air (puisque ce sont tous des aérophones) : 
- pour les bois, le flux d'air soufflé entre en ondulation grâce à un biseau (flûtes), ou grâce à une anche (chalumeau) simple (clarinette, saxophone) ou double (hautbois, basson, bombarde…).
- Pour les cuivres, ce sont les lèvres du musicien elles-mêmes qui mettent en vibration l'air émis, laquelle se communique à la colonne d'air interne par le biais d'une embouchure en forme de petit entonnoir (dont l'instrument emblématique est la trompette).

### La traversière parmi les autres flûtes
La flûte traversière partage avec les autres aérophones (classe « 4 ») à air contenu (code « 42 ») de la famille des flûtes (« 421 ») la méthode de production du son : l'air soufflé en forme de ruban est mis en vibration parce qu'il se brise sur un biseau disposé à l'embouchure. Son fonctionnement est toutefois assez différent de celui des flûtes à bec : il est plus proche de celui de la quena et plus largement des flûtes à encoche (shakuhachi, xiao…), instruments pour lesquels c’est le musicien qui conduit directement au biseau le “pinceau” d'air qu'il forme lui-même en jouant de ses lèvres et de son souffle de façon adéquate ; car la flûte traversière, pas plus que les flûtes à encoche ou les flûtes de Pan, ne comporte de canal ou conduit d'insufflation (code « 421.1 ») pour assujettir et diriger le flux d'air comme c'est le cas des flûtes à bec.  
Contrairement à la flûte traversière, les flûtes à encoche ou à bec sont tenues droites, leur tuyau est ouvert aux deux extrémités, et elles sont « à bouche terminale » : le musicien souffle contre l'extrémité supérieure du tuyau munie d'une encoche ou d'un conduit. La flûte traversière, elle, est tenue horizontalement et latéralement : perpendiculairement à l'axe du corps du musicien, généralement sur sa droite ; elle est « à bouche latérale » (code « 421.12 ») : le musicien souffle contre le bord d'un trou percé sur le côté du tuyau, près d'une extrémité. 
Contrairement à la flûte de Pan, qui est dite polycalame, la flûte traversière ne comprend qu'un seul tuyau isolé (« 421.121 ») : elle est monocalame donc. 
L'extrémité proche de l'embouchure est fermée, mais l'autre extrémité est ouverte (« 421.121.1 »), contrairement aux flûtes globulaires en forme de récipient (comme les ocarinas), ou aux flûtes de Pan, qui sont presque toutes fermées. 
Enfin elle comporte, comme les flûtes à encoche et à bec, des trous de jeu pour les doigts (« 421.121.12 »), alignés avec le trou de l'embouchure, pour faire varier la longueur de la colonne d'air, donc la fréquence de vibration de l'air, et faire varier ainsi la hauteur du son afin de produire les notes désirées. Dans les flûtes traversières européennes modernes, les trous de jeu sont munis de clés et de plateaux pour faciliter les doigtés et la vélocité, ainsi que pour optimiser et rendre plus sûre la justesse des notes.
Toutes ces caractéristiques distinctives sont résumées dans l'index organologique de la flûte traversière pour le système de classification de Sachs et Hornbostel, à savoir « 421.121.12-7-1 », où les deux derniers chiffres « 7 » (= « trous de jeux ajustés »)  et « 1 » (= « avec des clés ») sont des suffixes additionnels qui conviennent à la flûte traversière européenne moderne ; voir à ce sujet la section « Suffixes additionnels » de l'article cité précédemment sur la liste des aérophones dans le système Hornbostel-Sachs.

## Histoire

### Origine

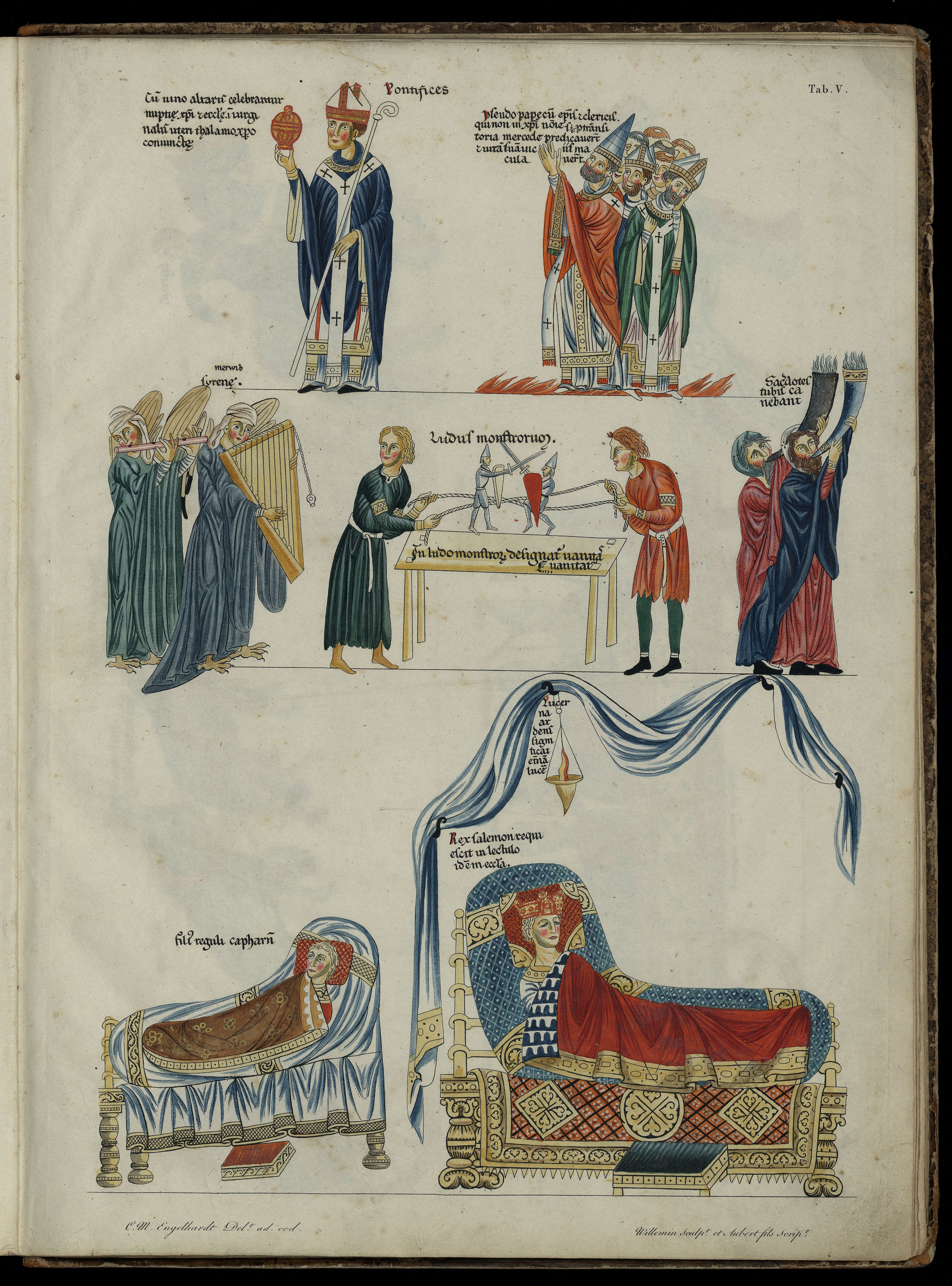
Hortus deliciarum, entre 1159 et 1175 (Herrade de Landsberg). Il s'agit de la première représentation connue de la flûte traversière en Europe médiévale.

La flûte traversière est d'abord mentionnée en Asie au IXe siècle av. J.-C. Il s'agit d'une flûte en bambou à 6 trous « chíih » mentionnée dans une ode chinoise accompagnée d'un autre instrument ancien, le hsuan (-15 000 -10 000). Plusieurs mentions en sont faites en Asie. Un ensemble de flûtes datant entre -7 000 et -5 000 est découvert sur le site néolithique de Jiahu (centre de la Chine). Elles sont creusées de 5 à 8 trous et capables de produire divers sons sur plus ou moins d'une octave. La flûte traversière chinoise dizi apparaît vers -500 mais d'autres flûtes traversières ont coexisté en Asie, notamment des flûtes tch’e (-2 700 ans) et bansuri (-1200).
La plus ancienne représentation connue est un bas-relief sur une urne funéraire étrusque de la nécropole de Palazzone (Pérouse), d'une tête d'homme jouant de cet instrument. Elle est datée du IIIe ou du IIe siècle avant l’ère commune (Antiquarium de Palazzone),. Plusieurs représentations existent de flûtes étrusques dont l'étude a permis une reconstitution d'instruments à perce cylindrique en albâtre de 45 cm de long, à 4 et 6 trous,. S'il existe des sculptures romaines de la même époque, à partir de la Rome Impériale (25 av. J.-C.) ceux-ci lui préfèrent par la suite le plagiaulos, une variété de l'aulos grec avec un seul tuyau. Cet instrument également joué de côté possède des anches doubles. Les flûtes sont de type flûte droite et flûte de Pan.
La flûte traversière semble alors avoir été absente ou marginale en Europe jusqu'à sa réapparition au IXe ou Xe siècle, peut-être à la faveur des échanges commerciaux entre Byzance et l'Orient. Témoins de sa réintroduction, elle est représentée sur une sculpture en ivoire du Xe siècle de Constantinople,, en 1066 sur le Psautier de Théodore, un livre de cantique compilé à Byzance et richement enluminée.
La première représentation connue en Europe occidentale apparaît dans l'Hortus deliciarum, à la faveur de la renaissance du XIIe siècle, en association avec la harpe, puis de façon régulière à partir du XIIIe siècle, notamment sur les vitraux et les statues de la cathédrale de Chartres (une douzaine d'occurrences de flûtes traversières), témoignant de sa généralisation. Les premières descriptions de l'instrument ne datent cependant que du XVIe siècle, période à laquelle on l'appelait « flûte d'allemand » ou « flûte allemande ». Dans la seconde moitié du XVIIe siècle, Jean-Baptiste Lully introduit la flûte traversière dans l'orchestre d'opéra et à partir du XVIIIe siècle, l'instrument se voit assigner une fonction importante de soliste, en raison de sa sonorité diaphane et de son agilité.

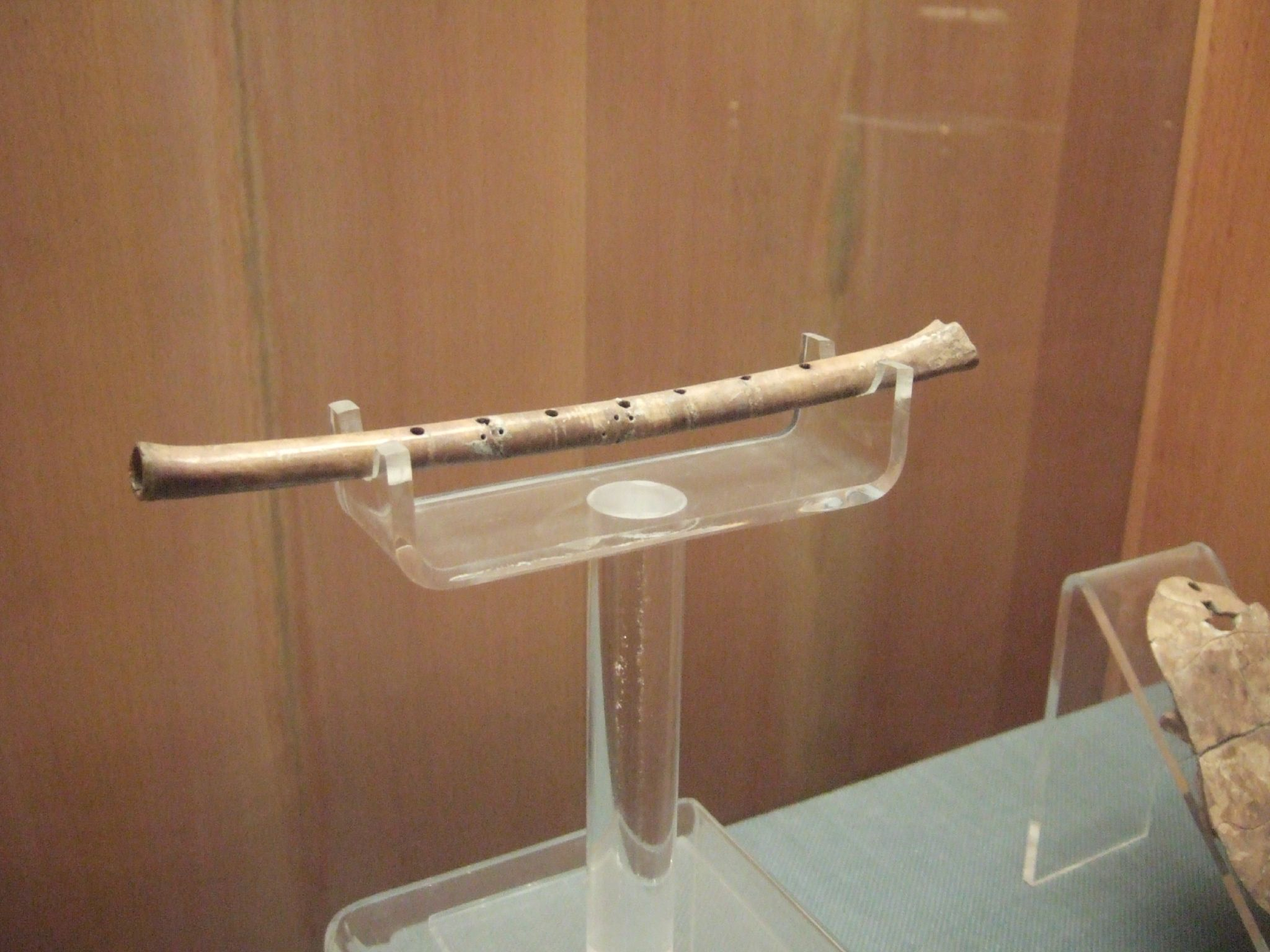
Une des flûtes découvertes à Jiahu, Musée provincial du Henan,7e millénaire av. J.-C..
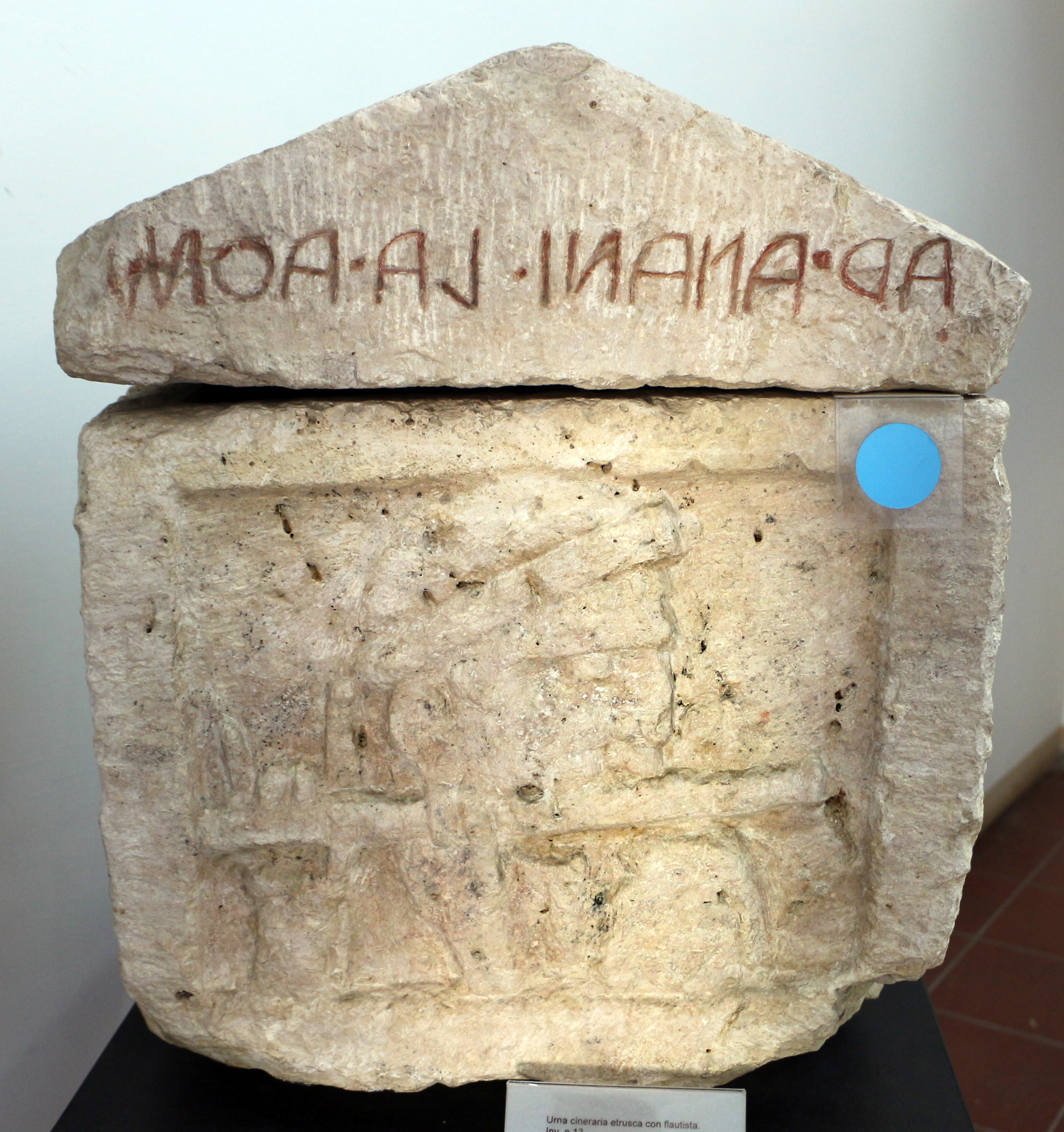
Urne funéraire étrusque avec un joueur de flûte, IIe siècle av. J.-C.
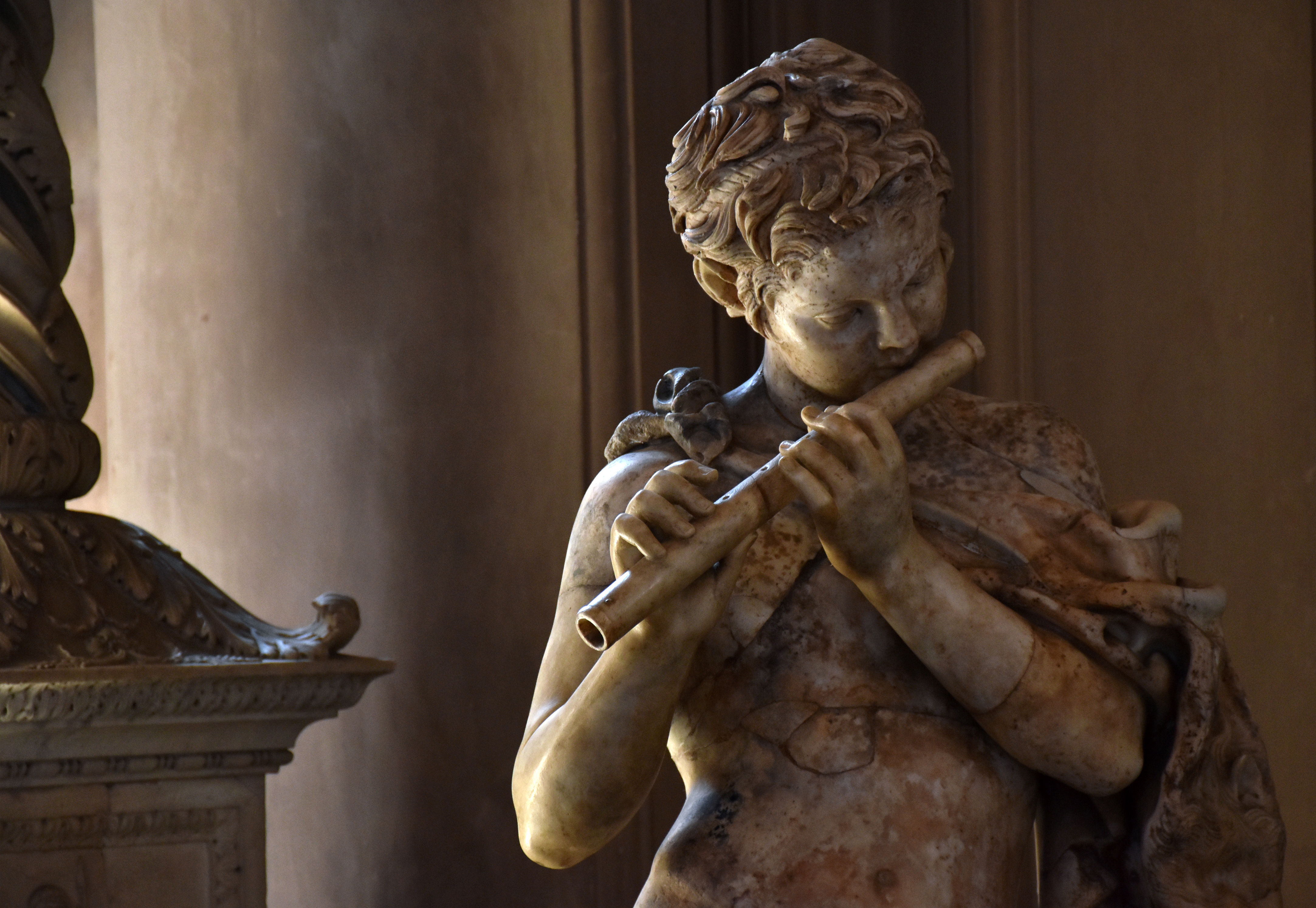
Jeune faune jouant de la flûte, sculpture romaine du IIe siècle d'après un original hellénistique, provenant de la villa de Lucullus (Naples) et conservé au musée du Vatican.

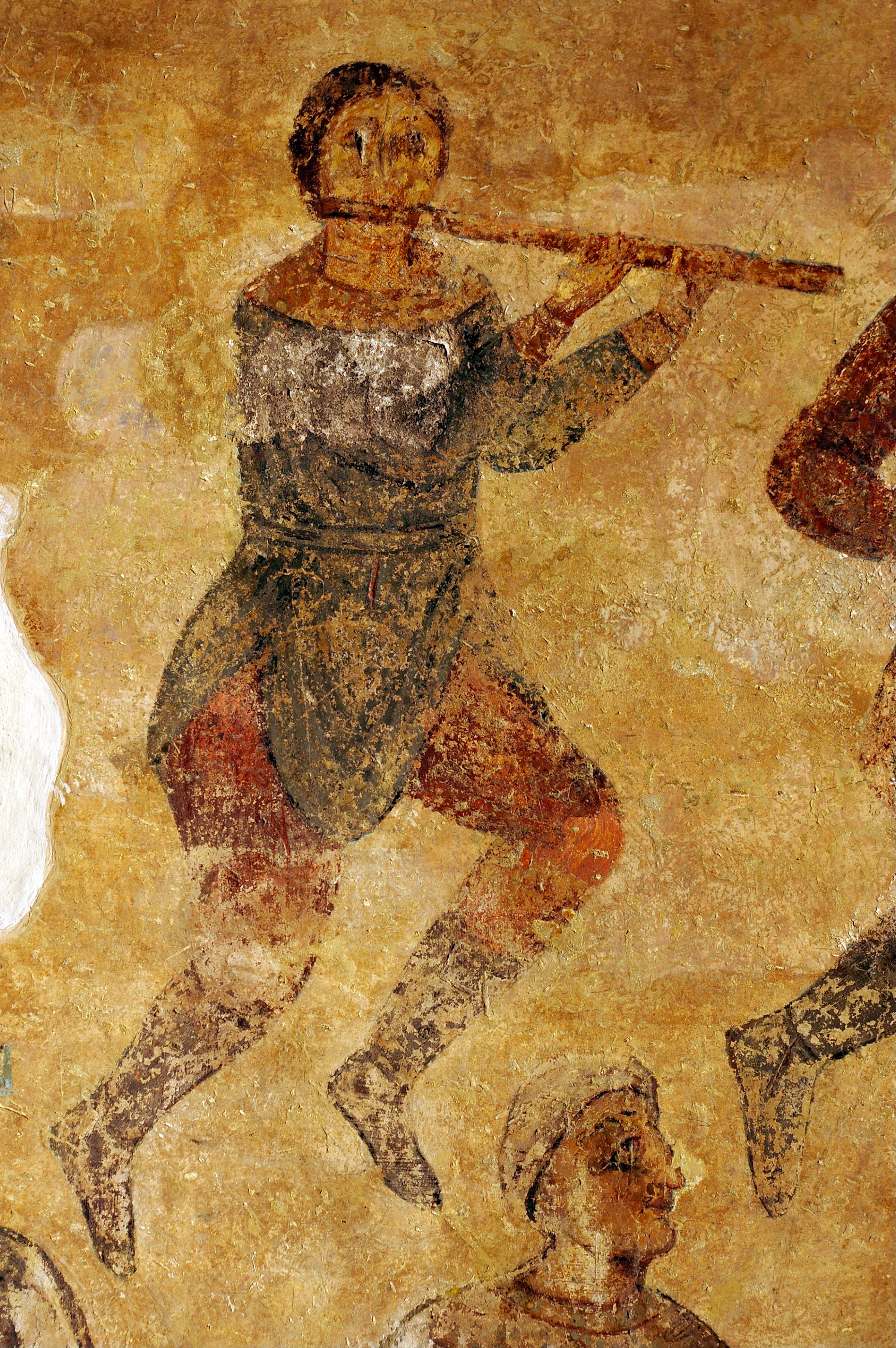
Mosaïque de la cathédrale Sainte Sophie de Kiev, XIe siècle.
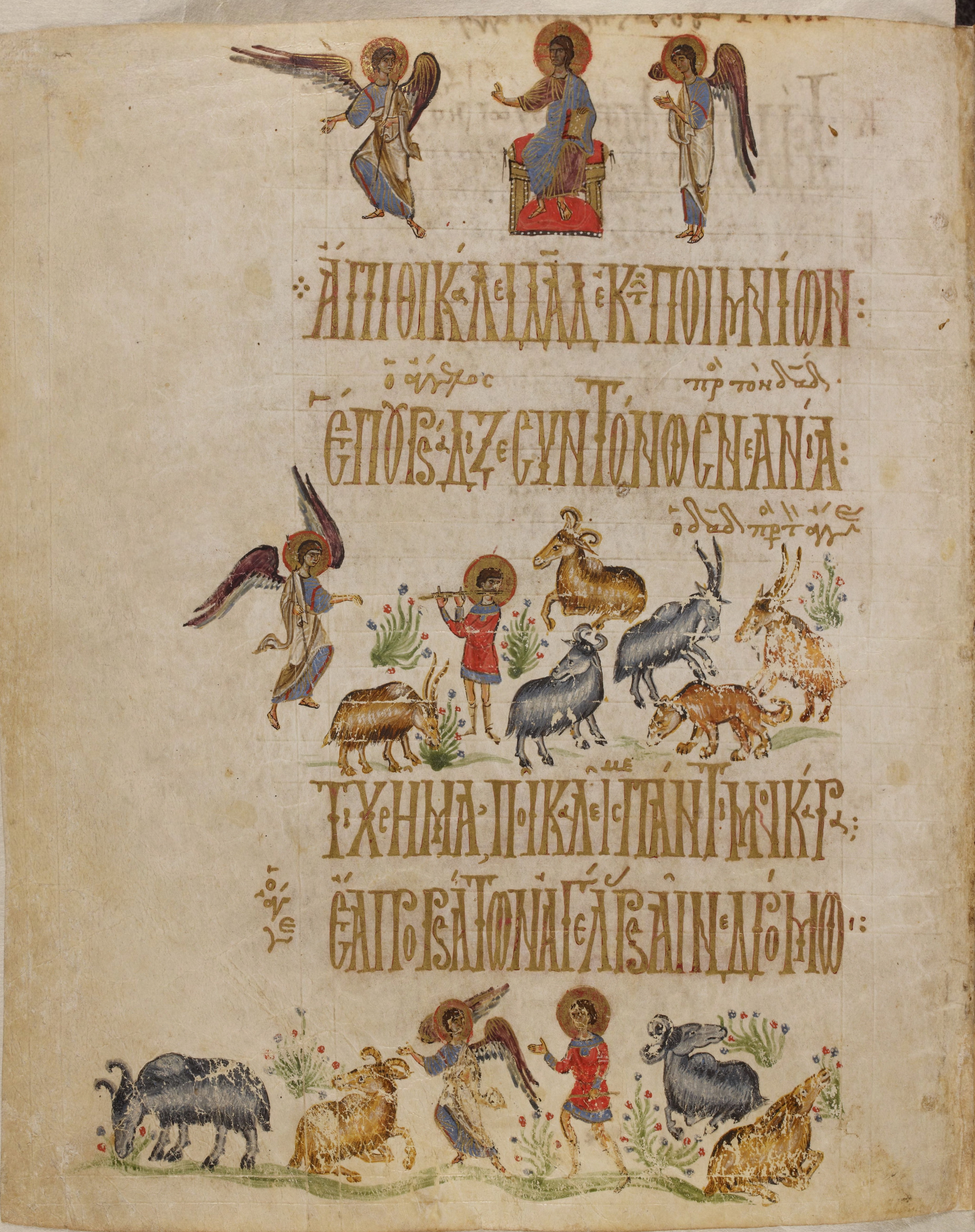
Illustration du Psautier de Théodore, page de titre du poème sur David, Byzance, 1066.
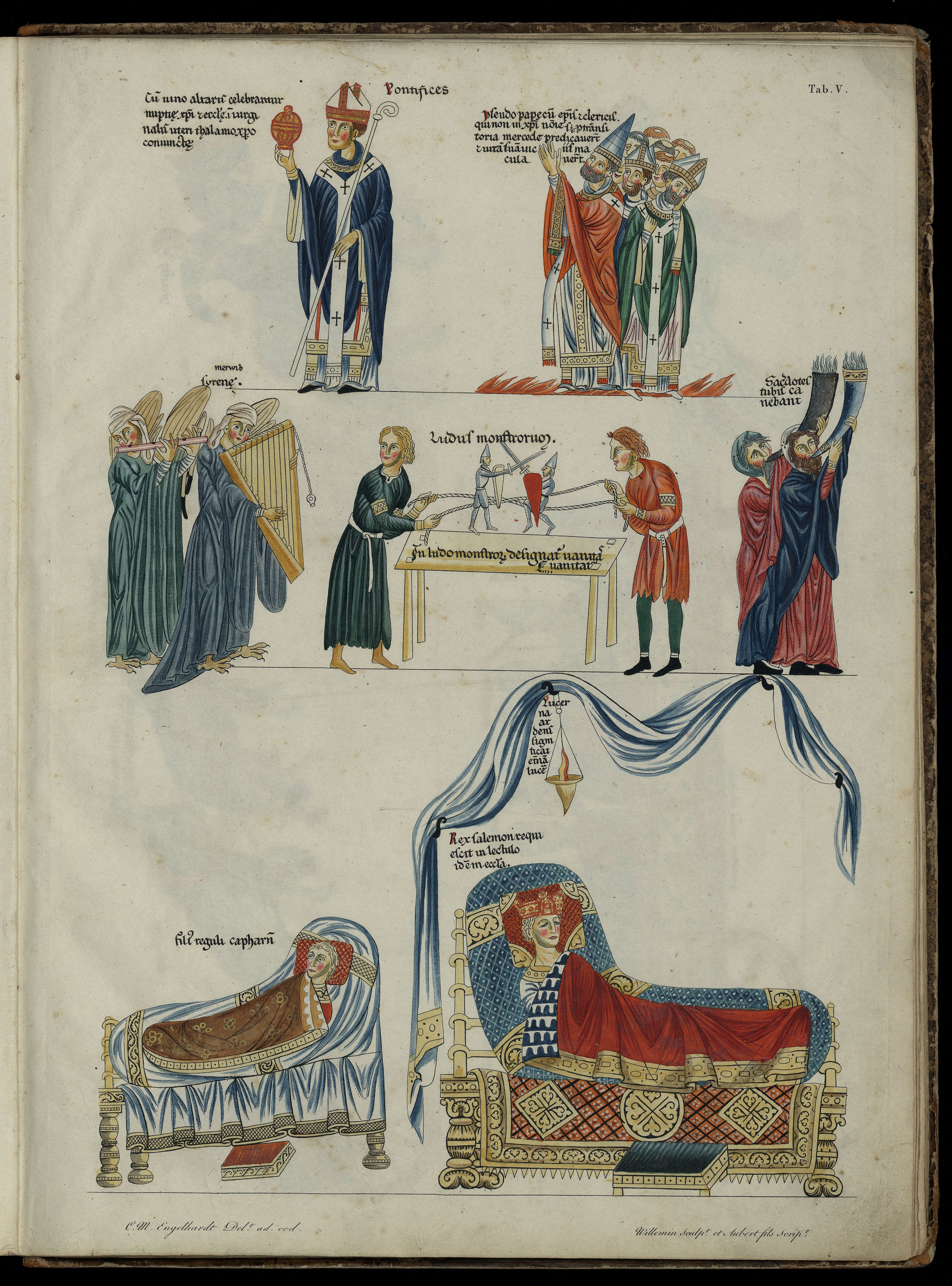
Hortus deliciarum, par Herrade de Landsberg, Hohenbourg, entre 1159 et 1175.
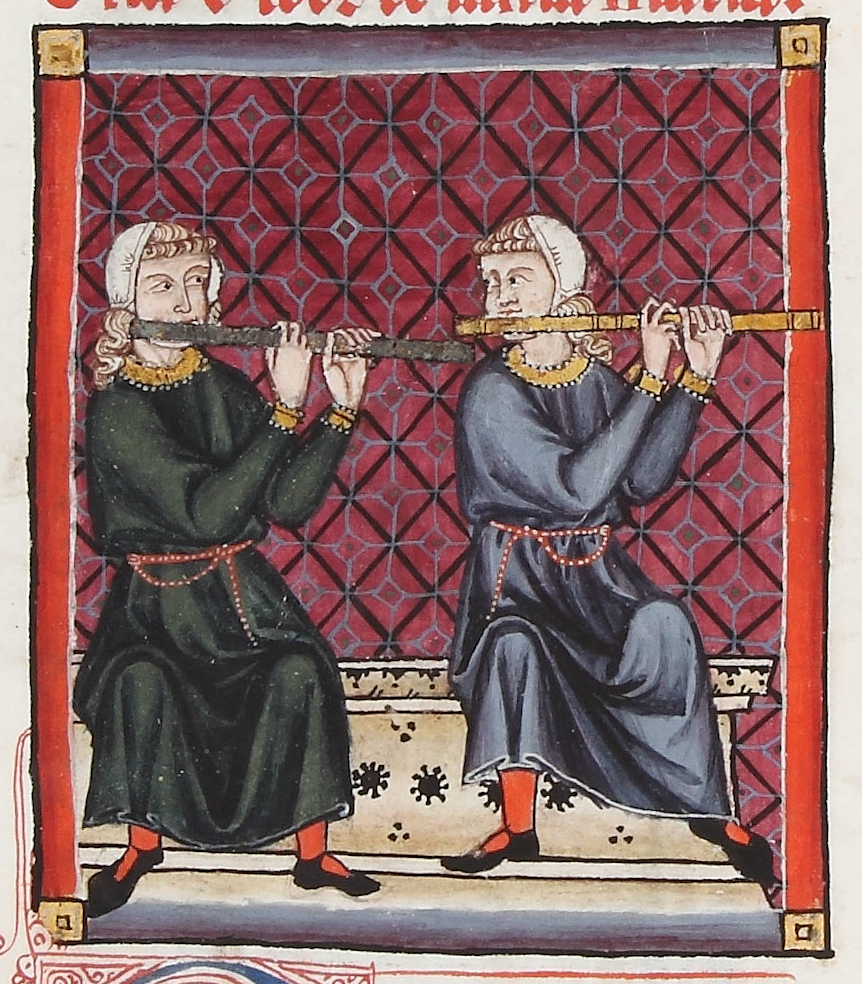
Cantigas de Santa María, 1221-1284.
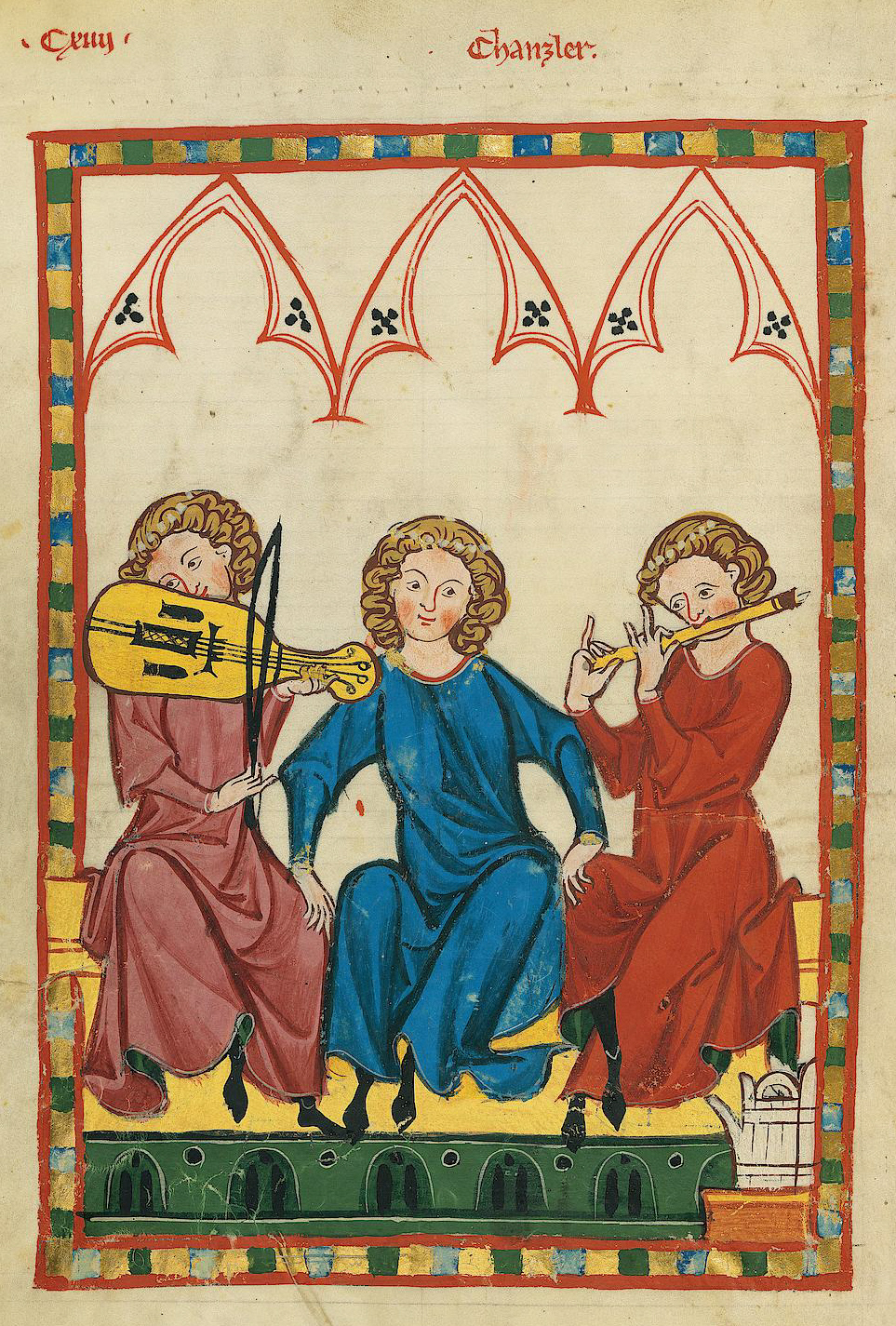
Codex Manesse, 1300-1340, Zurich.

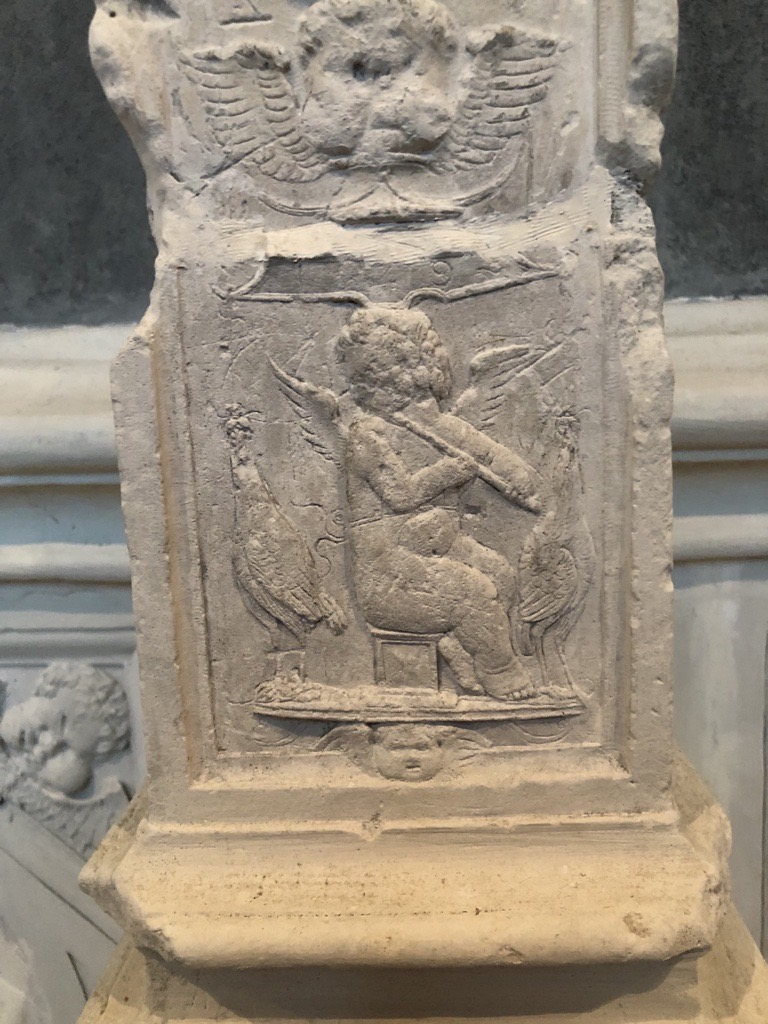
Flûte traversière cathédrale de Chartres travée V
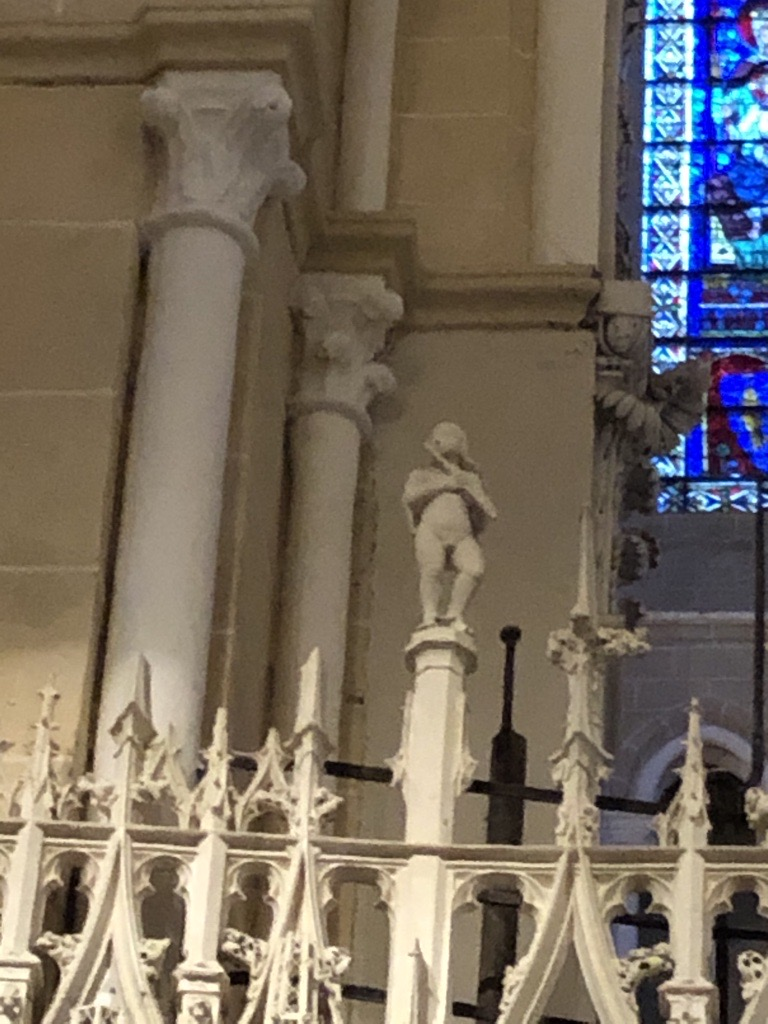
Flûte traversière cathédrale de Chartres travée I
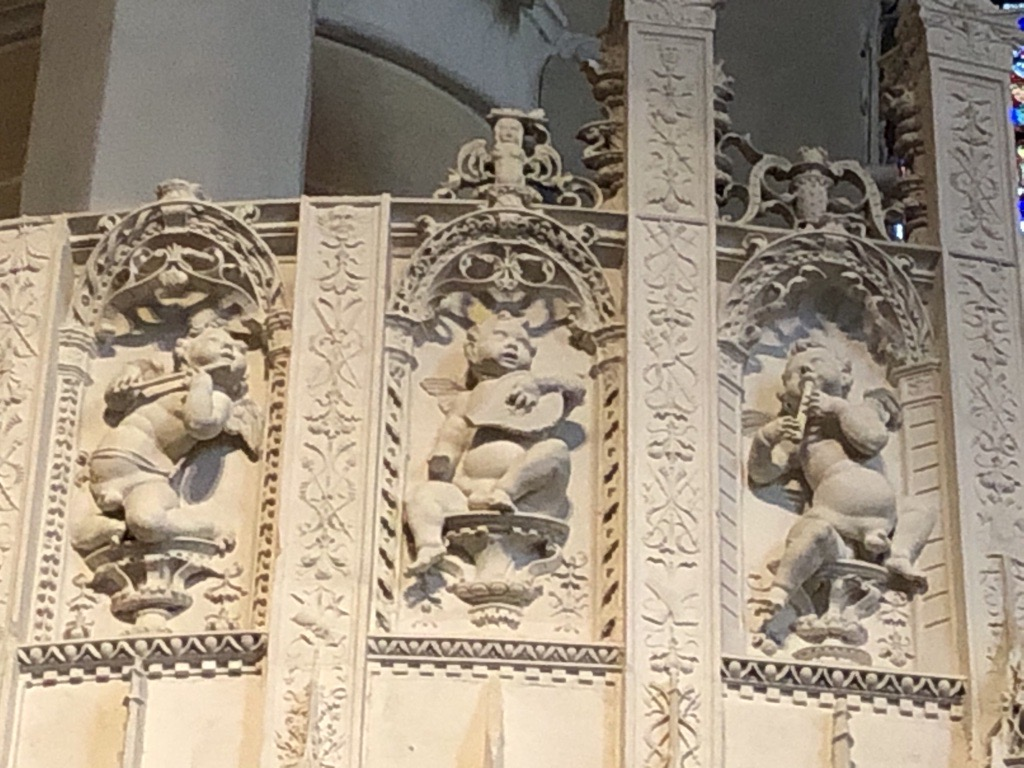
Flûte traversière cathédrale de Chartres travée III

### Moyen Âge
Au Moyen Âge, la flûte traversière fait son apparition et les flûtes à bec nous viennent de l'Orient en passant par l'Europe Centrale.
Les premières flûtes qui se développent sont le flageolet et la flûte traversière.
Aux XVIe et XVIIe siècles, la flûte conserve son aspect médiéval : une pièce en général, parfois deux pour les basses en sol, rarement pour les ténors en ré. Sa perce est cylindrique, elle couvre deux octaves et demi et est chromatique, en utilisant des doigtés en fourche. L'émission du ré # (ou mi bémol) pour les ténors en ré qui nécessite de boucher partiellement un trou est particulièrement délicate.

### XVIIeetXVIIIesiècles

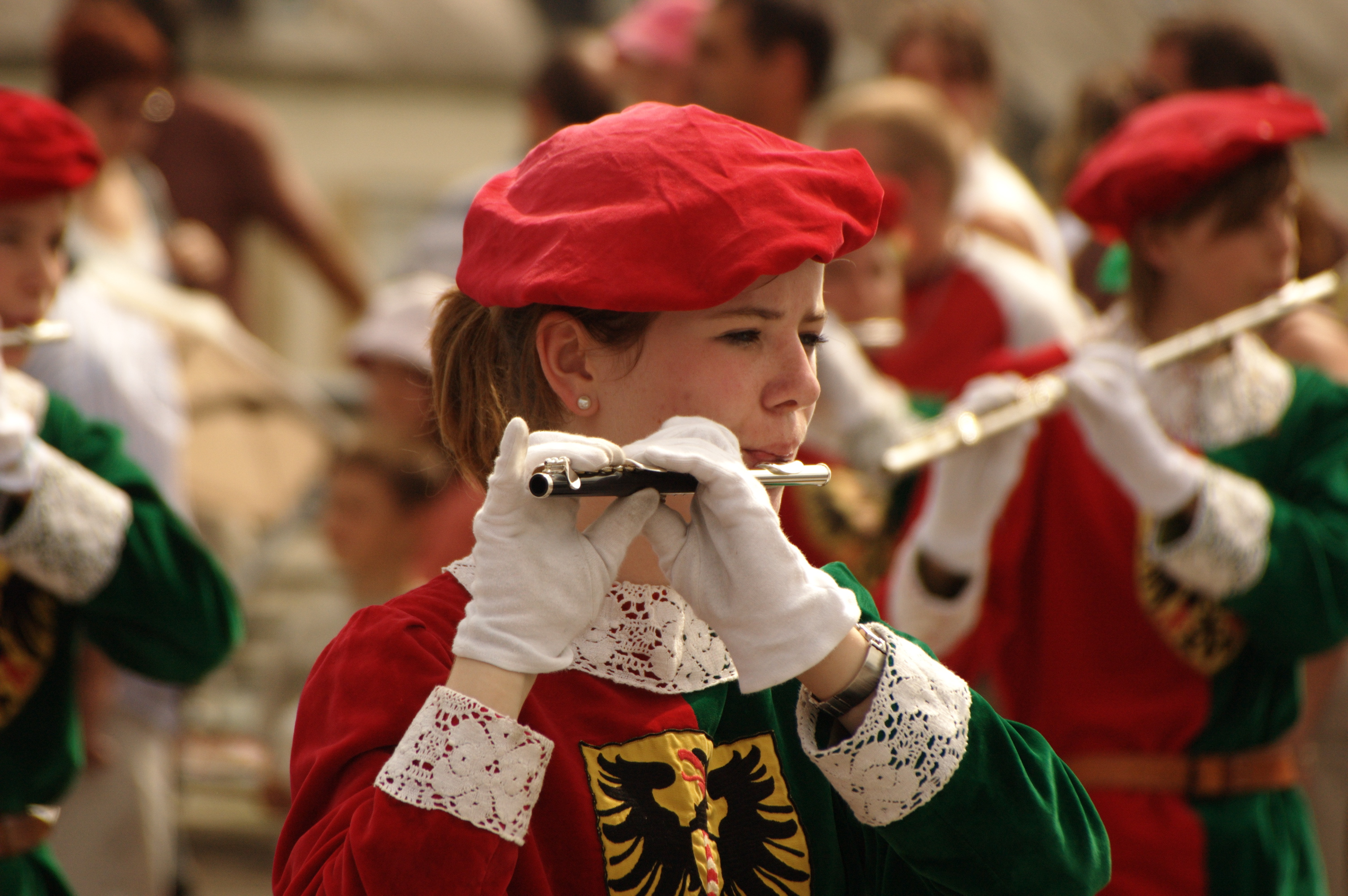
Joueuse de piccolo en costume traditionnel aux fêtes Jean de La Fontaine 2008 à Château-Thierry

Les premières transformations majeures apportées à la flûte traversière seront dues à la famille française Hotteterre, durant la seconde moitié du XVIIe siècle. La perce de la flûte devient conique et l'instrument est divisée en 3 morceaux : la tête (avec l'embouchure), le corps (qui comporte les trous joués directement avec les doigts) et le pied (qui reçoit la clé). C'est une quasi-certitude que la famille Hotteterre est à l'origine de la clé de ré dièse-mi bémol, inventée vers les années 1660-1670, qui permet à la flûte traversière de produire tous les sons de l'échelle chromatique. Le la des flûtes signées Hotteterre conservées aujourd'hui est à environ 392 Hertz. Par ailleurs Jacques-Martin Hotteterre écrit en 1707 le premier livre à propos de la flûte traversière : Les Principes de la Flûte Traversière.
Par la suite, la flûte connait dans la première moitié du XVIIIe siècle de nouvelles évolutions. Elle comprend à présent quatre parties, et le diapason du la le plus courant est à 415 Hz. Ce modèle est appelé modèle Quantz, ou modèle Stanesby en Angleterre et modèle Bizey ou Scherer en France.

Traverso (vers 1740).
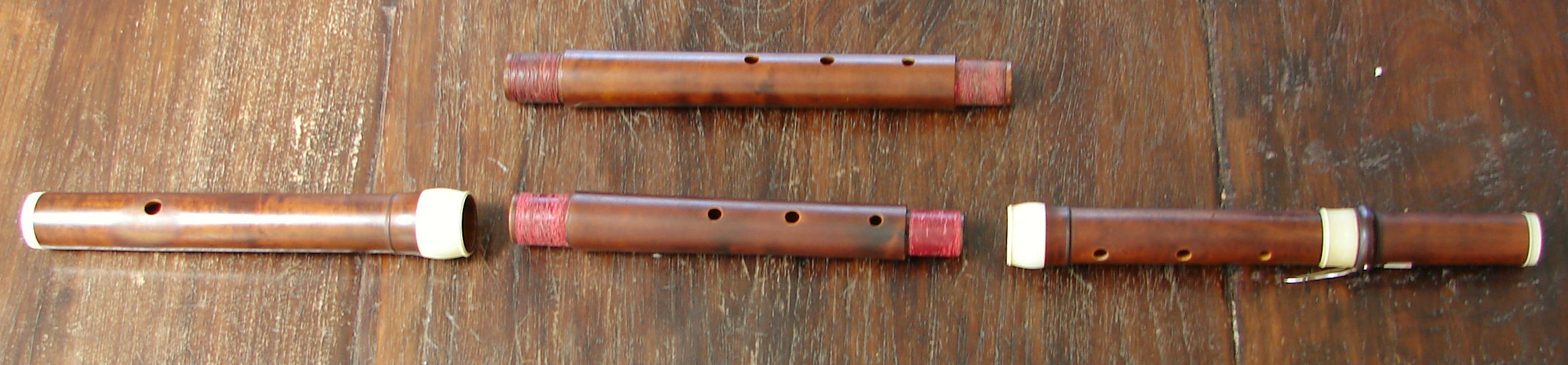
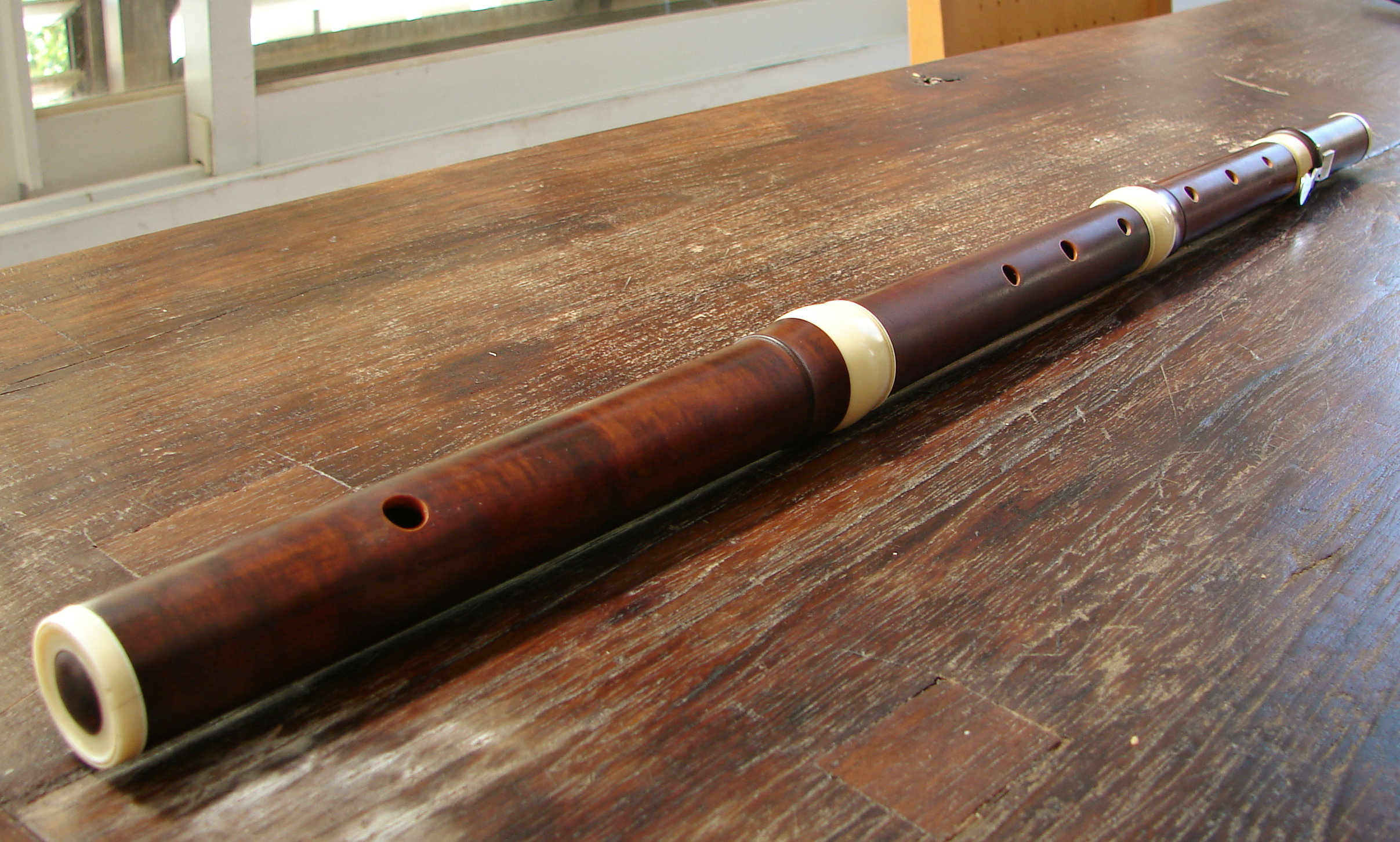

De plus en plus de compositeurs écrivent pour la flûte, notamment Georg Philipp Telemann et Jean-Sébastien Bach. En 1728, Antonio Vivaldi est le premier compositeur à publier un recueil de concerti pour la flûte traversière (son op. 10) — le plus fameux est La Notte, pièce d'une grande originalité, à l'harmonie audacieuse.
Par ailleurs, Johann Joachim Quantz invente une nouvelle clé en 1726 permettant de jouer le mi{\displaystyle \flat } grave, en plus du ré#. Opposé à la gamme tempérée qui s'imposera finalement après 1760 (les tablatures postérieures ne font plus la différence entre les dièses et les bémols), il juge en effet plus commode d'utiliser une telle clé plutôt que de suppléer la justesse des deux notes avec l'embouchure, ce qui n'est pas l'avis de ses contemporains et notamment d'Antoine Mahaut qui en conteste l'utilité pratique dans sa Nouvelle Méthode pour apprendre en peu de temps à jouer de la Flûte traversière (Paris, 1759). Il semble également que le roi Frédéric II lui-même, pourtant disciple de Quantz, ne l'ait pas adoptée.
Dans les dernières décennies du siècle, d'autres clefs sont ajoutées : de 4 à 6, voire plus encore : Johann George Tromlitz introduit à cette époque un excellent système qui, notamment par son do joué au pouce, préfigure déjà les évolutions majeures dans la facture de la flûte au début du siècle suivant. Des pattes allongées dotées de deux clés supplémentaires permettent à certains instruments d'atteindre le do grave. La généralisation de la flûte 
à plusieurs clés (le plus souvent 5) ne date cependant que de l'extrême fin du siècle, le virtuose François Devienne continuant à pratiquer dans les années 1790 la flûte à une clé dont le tableau de doigtés figure dans sa méthode de 1795.

### Première moitié duXIXesiècle

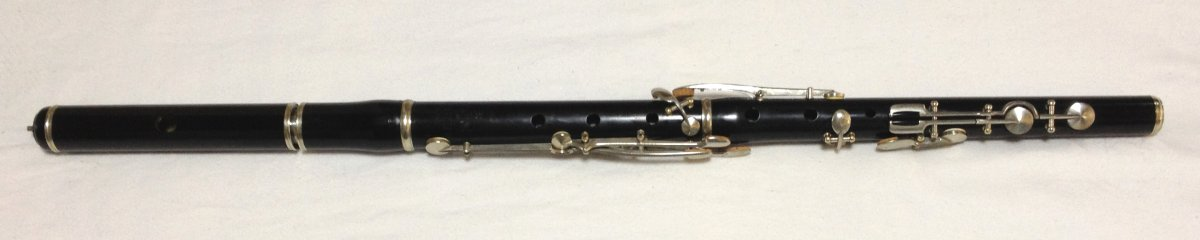
Flûte ancien système à 8 clés avec patte d'ut

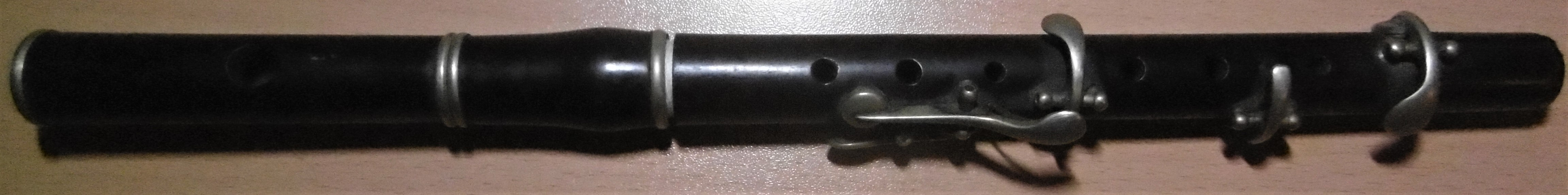
Piccolo à 5 clés

L'instrument en usage au début du XIXe siècle est une évolution du traverso baroque à une clé et comprend de 5 à 8 ou 9 clés. Des systèmes de plus en plus perfectionnés vont pousser à ajouter toujours plus de clés, jusqu'à des extrêmes tels que le panaulon viennois, qui descendra jusqu'au sol grave.
Ce système permettait une bonne vélocité d'exécution dans tous les tons, avec cependant encore une facilité particulière pour ceux avec dièses, mais présentait les inconvénients d'une justesse imparfaite et d'une inégalité de puissance et de timbre de certaines notes. Ce défaut était dû à l'adaptation de la position des trous à la dimension des mains, soit un écartement insuffisant pour produire une gamme chromatique juste. Cette imperfection, acceptable dans les passages rapides, devait être corrigée par le mouvement des lèvres dans les notes tenues des mouvements lents, ce qui modifiait le timbre.
Cet instrument était celui des compositeurs de la première période romantique, notamment Beethoven, Schubert, Weber, Berlioz au début de sa carrière.
Ce type de « flûtes à système simple », par opposition au « système Boehm », est utilisé dans des fanfares et des orchestres amateurs jusque dans les années 1930, et encore actuellement dans la musique traditionnelle, notamment en Irlande et à Cuba (dans la musique charanga).

### Le système Boehm
Au début des années 1830, un flûtiste virtuose allemand, Theobald Boehm (1794 – 1881) de Munich, invente un nouveau système, qui est la plus grande révolution technique de la facture de l'instrument.
L'emplacement des trous est fixé en fonction de la hauteur du son et non de la dimension de la main, ce qui nécessite un mécanisme plus complexe de plateaux et de clés commandant l'ouverture ou la fermeture d'un ou de plusieurs trous éloignés du doigt actif par l'intermédiaire de tringles.
Les trous sont agrandis pour augmenter le volume sonore par une meilleure ventilation. Ces trous sont trop larges pour être bouchés par les doigts, ce qui nécessite leur fermeture par des plateaux tamponnés. Cinq plateaux peuvent être ouverts au centre (sous le majeur et l'annulaire de la main gauche, l'index, le majeur et l'annulaire de la main droite) ce qui améliore quelque peu le volume sonore et permet quelques effets particuliers, tels que micro-intervalles (inférieurs au demi-ton) et glissando, ou entièrement recouverts pour faciliter l'apprentissage.
Les doigtés du système Boehm reprennent la base de la gamme en ré de l'ancienne flûte (système simple), ne modifiant que ceux de 5 notes sur les 12 de la gamme chromatique : fa, fa# (doigtés de ces 2 notes inversés), si, si{\displaystyle \flat } et do. Ce choix a facilité l'adoption de la nouvelle flûte par les musiciens qui pratiquaient l'ancien système. La nouvelle flûte comporte des clés supplémentaires, clés de trilles actionnées par l'index et le majeur de la main droite, bouchant des trous plus petits situés au-delà de la main gauche. Ces clés facilitent l'exécution de certaines combinaisons (notamment certains trilles), l'émission de notes suraiguës et améliorent la justesse de celles-ci. Par ailleurs, les clés et plateaux du système Boehm sont en position ouverte par défaut (en l'absence d'action des doigts) pour une meilleure ventilation, à l'exception des clés de ré # et de sol # qui restent au même emplacement que sur l'ancien système et des deux clés suraiguës de trille.
Une polémique existe portant sur le fait que la première flûte en système Boehm ait été co-inventé par  le capitaine William Gordon (1791-1839).
Le premier modèle Boehm de 1832 ne rencontre pas un succès immense, notamment parce que de nombreux musiciens tels Jean-Louis Tulou, professeur au Conservatoire de Paris, n'apprécient pas sa sonorité plus puissante et plus timbrée, et ne veulent pas s'adapter aux changements de doigtés qu'il implique. Néanmoins la jeune génération de flûtistes, tels Louis Dorus (1812 – 1896) et Paul-Hippolyte Camus (1796-1880) en France, adopte ce nouvel instrument. En 1837, Theodor Boehm tente sans succès de présenter son instrument à l'Institut de France. Finalement l'Académie des Beaux Arts, au nom de sa section de Musique, examine en 1838 une flûte Buffet construite par Louis Auguste Buffet et brevetée avec Coche selon les principes de Boehm, jouée par Victor Coche, professeur au Conservatoire ; cette situation indignera Boehm. Le rapport établi par Henri-Montan Berton est élogieux et signé par Fromental Halévy, Ferdinando Paër, Michele Carafa et Luigi Cherubini. Le Conservatoire de Paris adopte la nouvelle flûte en 1837 et plusieurs méthodes voient le jour. Theodor Boehm dédicacera à Dorus la traduction française de son premier ouvrage qui paraît en 1848.
Il fallut attendre le nouveau système Boehm de 1847, dont le corps en métal a une perce cylindrique et la tête une perce parabolique, et surtout l'adoption du système Boehm par le nouveau professeur de la classe de flûte Louis Dorus du conservatoire de Paris, dans les années 1860 pour que la flûte Boehm remplace rapidement les flûtes à système simple dans la plupart des orchestres professionnels du monde.

## Description et jeu

### Facture

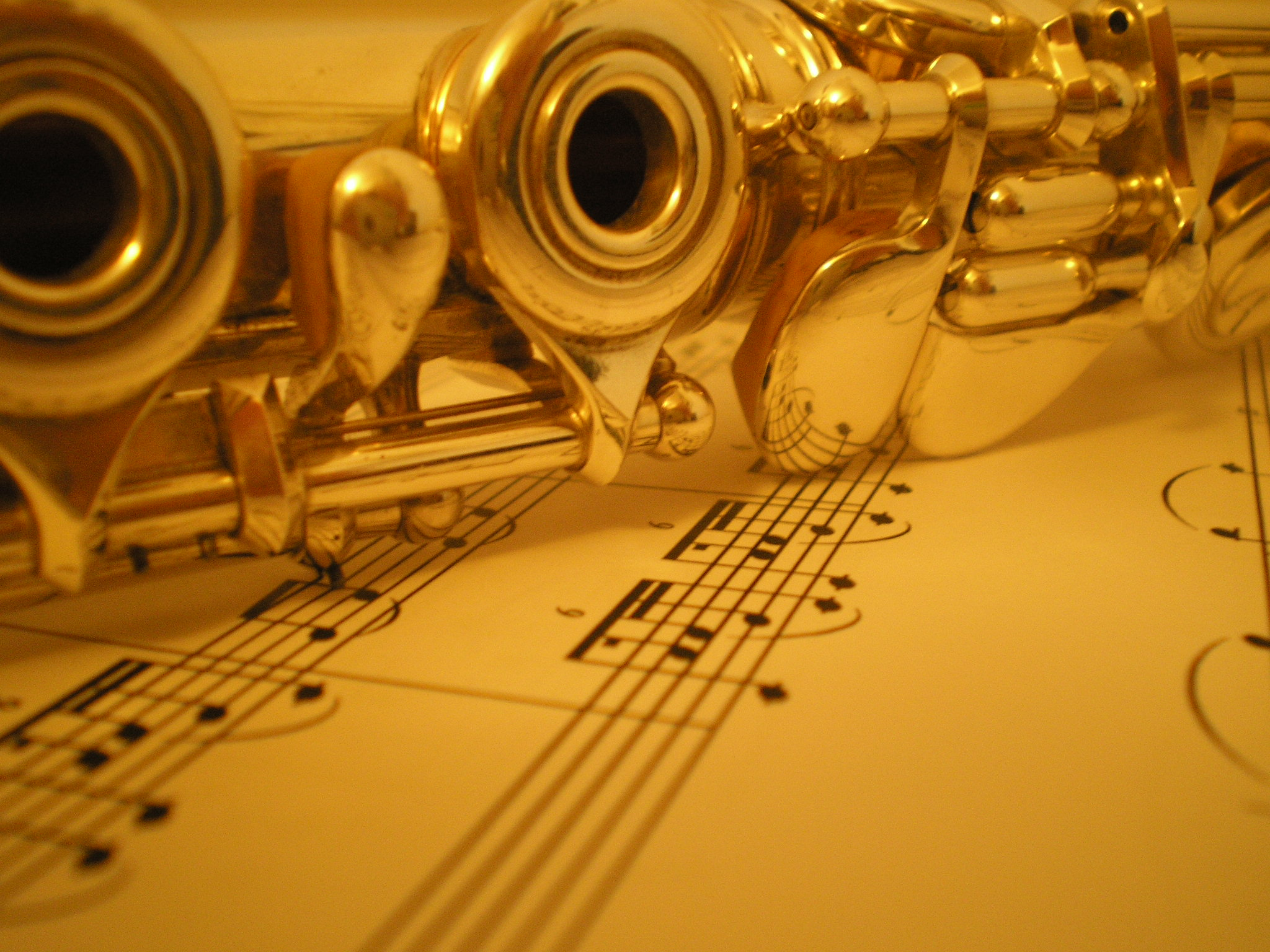
Détail de plateaux creux d'une flûte traversière

Pendant des siècles, les flûtes ont été fabriquées en bois, raison historique pour laquelle elles sont classées dans la famille des bois, même quand elles sont en métal. Le bois fut progressivement remplacé par le métal au cours du XIXe siècle avec l'apparition de la flûte dite « Boehm ». Il semble en effet que ce soit Theobald Boehm qui ait mis au point la première flûte traversière en métal en 1847, après avoir modifié et amélioré les flûtes traversières en bois dès 1828 dans son atelier de Munich, et mis au point son modèle expérimental en bois, avec clefs et plateaux, de 1831 à 1832. Ce premier modèle de flûte traversière métallique de 1847 comportait une nouvelle perce cylindrique, tout en utilisant les mêmes mécaniques que son modèle expérimental en bois de 1832. Le métal permettait en effet de réaliser des tubes plus réguliers, plus légers et une perce parfaitement cylindrique. L'instrument permit un jeu plus puissant et de meilleure précision, mais sa sonorité changea nettement : plus précise et plus “brillante”, et aussi moins “veloutée” que celle des flûtes en bois.
Aussi, les musiciens se consacrant à la musique ancienne jouent toujours sur des flûtes en bois, souvent copies des instruments utilisés à l'époque du répertoire abordé. De plus en plus de flûtistes de renom, solistes ou jouant en orchestre, adoptent la flûte Boehm en bois pour produire un timbre correspondant à celui des époques baroque, classique ou du début de l'ère romantique, tout en bénéficiant de la justesse et de la facilité de jeu permises par le mécanisme moderne.
Aujourd'hui, les modèles d'étude sont généralement en maillechort argenté (alliage de cuivre, de nickel et de zinc). Les flûtes traversières semi-professionnelles et professionnelles sont en alliage d'argent, en argent massif, en alliage d'or 9 ct ou 14 ct ou, plus rarement, en or 18 ct ou en platine. Certaines flûtes ont également été fabriquées en cristal ou en ivoire. Au-delà des matériaux employés, les flûtes professionnelles diffèrent des modèles d'étude par des détails de construction et de fabrication améliorant la qualité et la justesse du son ainsi que les performances de leur mécanisme (réduction des frictions et des jeux, aménagements pour augmenter la rigidité du mécanisme, cheminées soudées, tampons plus fins et plus fermes, ressorts à haute élasticité, etc.). Ces finitions, très poussées, sont réalisées manuellement. On appelle cela « mécanisme de concert ».
Les flûtes professionnelles disposent toujours de plateaux creux, à l'exception notable du "modèle Orchestral" créé par Cooper à la fin de sa vie, qui dispose de plateaux creux à la main droite et de plateaux pleins à la main gauche. Cooper justifie ce choix inhabituel par l'introduction d'une nouvelle échelle sur ce modèle, impliquant un déplacement des trous de la et de sol.

### La famille des traversières
La flûte traversière fait partie d'une famille d'instruments ayant un doigté identique, celui fixé depuis les années 1830 par Theobald Boehm, la plus courante étant la grande flûte ou grande flûte en ut ainsi nommée par opposition à la petite flûte ou "piccolo" à une époque où les flûtes alto et basse étaient inconnues.
Cette famille comprend les instruments suivants, du plus aigu au plus grave :
- le piccolo (ou flûte piccolo) en ut

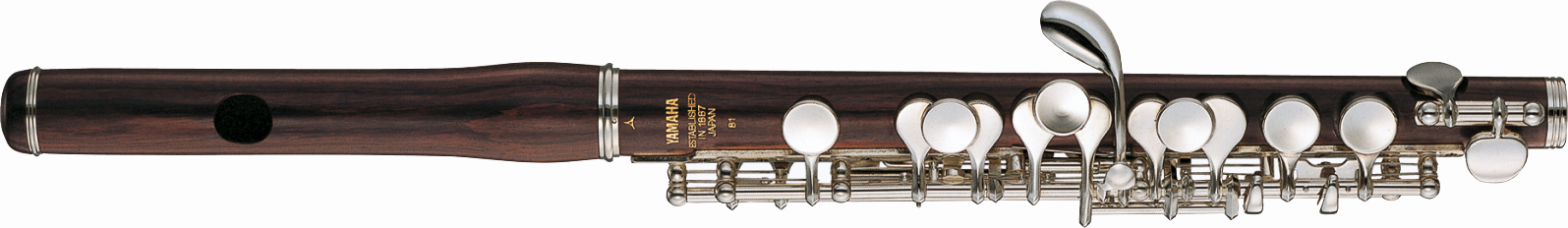
Flûte piccolo

Aussi appelé "petite flûte", il est le plus petit instrument de la famille des flûtes. Il fait la moitié de la taille de la grande flûte et n'est constitué que de deux sections : la tête et le corps. Il peut être réalisé en résine, en bois, en argent et très rarement en or. Le piccolo est le plus aigu des instruments de l'orchestre : il sonne à l'octave supérieure de la grande flûte. Instrument en ut, il garde la même étendue que cette dernière mais en revanche, il ne peut jouer le do et le do dièse graves (absence de patte d’ut). Capable de dominer tout un orchestre, sa sonorité perçante, voire stridente a surtout été utilisée par les symphonistes pour éclaircir les tutti d'orchestre. Ainsi, Ludwig van Beethoven l'utilisera notamment dans ses 5e cinquième et 6e sixième symphonies (L'orage dans la Pastorale). Mais le piccolo a aussi été employé en solo, d'abord par Antonio Vivaldi dans ses concertos, ou, bien plus tard, par Maurice Ravel dans son concerto en sol pour piano et orchestre. Cependant, c'est dans la musique contemporaine qu'il est le plus utilisé en solo. Enfin, le piccolo tient une place importante dans les orchestres et petites formations militaires, comme dans les harmonies, où sa virtuosité (roulades) et sa sonorité remplacent un instrument traditionnel de la musique populaire et militaire : le fifre.
- le piccolo en ré{\displaystyle \flat }

Le piccolo en ré{\displaystyle \flat } est un instrument tombé en désuétude de nos jours. Il était surtout utilisé dans les orchestres d'harmonie. On trouve des modèles de cet instrument fabriqués en ébène ou en métal, munis d'un clétage Boehm à plateaux pleins ou parfois creux.
- la flûte tierce ou flûte en mi{\displaystyle \flat }

La flûte tierce a été essentiellement utilisée aux États-Unis au milieu du XXe siècle, remplaçant parfois la clarinette en mi{\displaystyle \flat }. Elle est toujours fabriquée de nos jours, et bien que presque inconnue en France, elle abonde dans le répertoire latino-américain, le latin jazz et la musique cubaine.
- la flûte traversière ou grande flûte en ut

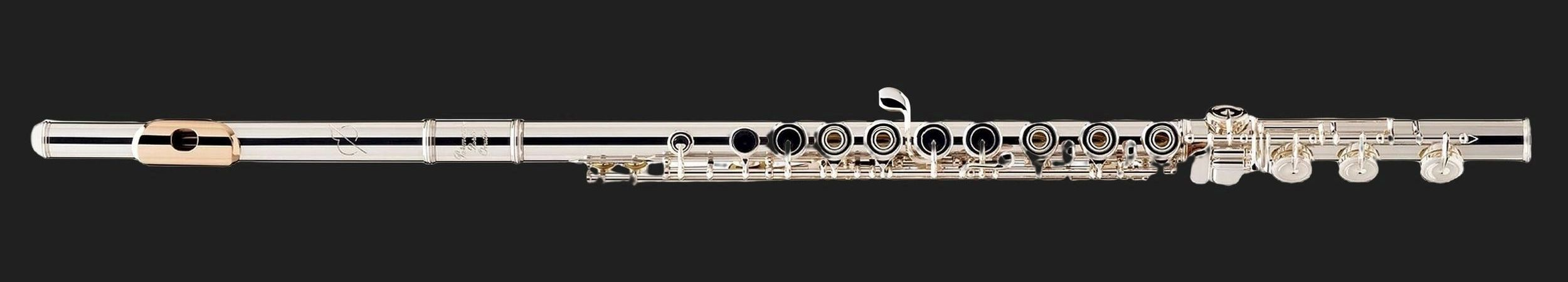
Flûte traversière

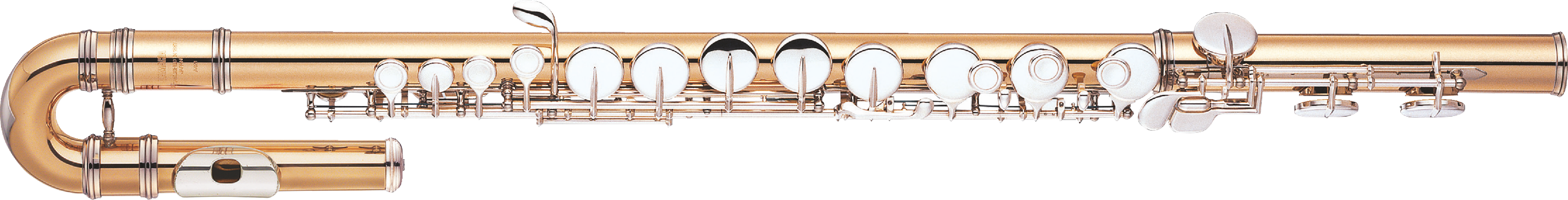
Flûte alto

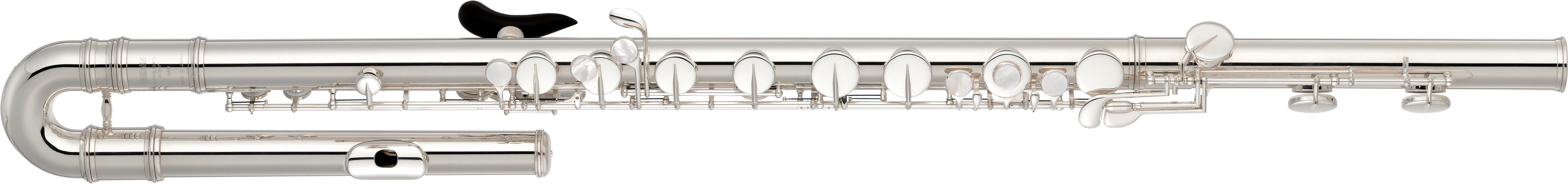
Flûte basse

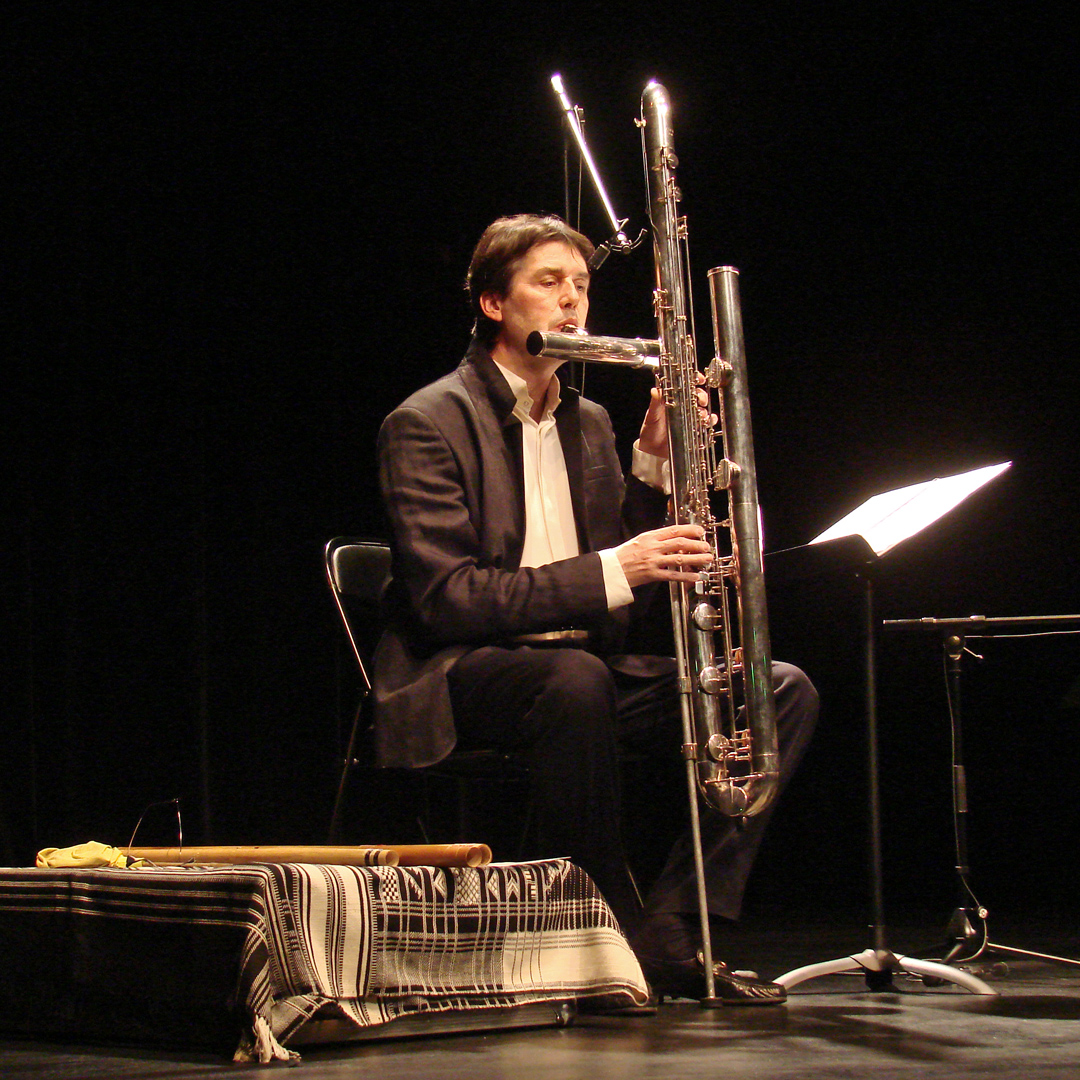
Flûte octobasse

Elle est constituée de 3 parties : la tête, le corps et la patte (d'ut ou de si en fonction du modèle). Elle mesure environ 67 centimètres, cela dépend si la flûte comprend une patte de do ou de  si (pour jouer le si grave, le tuyau de patte est allongé pour rajouter une clé supplémentaire). Elle a une étendue d'environ 3 octaves, à partir du do grave (do 3) (ou du si 2), jusqu'au do 6 pouvant s'étendre jusqu'au fa 6. Les notes suraigües, au-dessus du do 6, jusqu'au fa 6, stridentes et d'émission difficile, ne sont pratiquement utilisées que dans la musique contemporaine. La flûte est souvent utilisée comme instrument solo dans les orchestres, orchestres à vent ou ensembles de flûtes. Le modèle le plus courant est en métal, maillechort pour les instruments d'étude ou d'entrée de gamme, en argent ou tête en argent et corps en maillechort, en or, plus rarement en matière synthétique ou en bois (notamment les flûtes irlandaises). Les instruments en bois de facture similaire à celles de la période baroque (à une clé) sont appelés traverso. La flûte en ut est très généralement droite. Il existe des modèles à embouchure recourbée destinés aux enfants au début de leur apprentissage.
- la flûte en sol ou flûte alto

Elle ressemble beaucoup à la flûte traversière, mais elle est un peu plus longue et sonne une quarte juste en dessous. Elle est le plus souvent droite mais certaines ont une embouchure recourbée. Essentiellement utilisée dans des ensembles de flûtes et en musique contemporaine, elle apparaît parfois dans l'orchestre : Daphnis et Chloé de Maurice Ravel, Le Sacre du printemps d'Igor Stravinsky. C'est un instrument transpositeur, les partitions étant écrites une quarte au-dessus du son émis.
- la flûte basse en ut

Plus longue que la grande flûte, son embouchure est obligatoirement recourbée afin que le flûtiste puisse atteindre toutes les clés. Elle sonne une octave en dessous de la grande flûte. Elle est surtout utilisée dans les ensembles de flûtes où elle est nécessaire pour assurer une basse.
- la flûte octobasse en ut

Cette flûte est bien plus grosse que la flûte basse. Elle possède un très long tube recourbé qui lui permet de descendre en dessous du do grave du violoncelle. La première flûte octobasse est créée en 1986 par Jack Leff. En Europe, on compte aujourd'hui une vingtaine de facteurs fabriquant ce type de flûte.
- la flûte hyperbasse

Construite par le flûtiste italien Roberto Fabbriciani en 1949, cet instrument a servi à enregistrer de nombreuses pièces de musique contemporaines, certaines en collaboration avec le studio de la WDR à Cologne. Elle est construite en bois ou en PVC, ne comporte pas de clétage, les trous étant bouchés avec la paume de la main. Elle sonne 4 octaves en dessous de la grande flûte, la fréquence la plus basse émise étant 16 Hz.
- Il existe aussi des flûtes plus rares, parfois déclinées seulement en prototypes : la flûte contrebasse en fa, la flûte d'amour (en si{\displaystyle \flat } ou en la), la flûte en sol, plus petite de deux-tiers par rapport à la grande flûte, et jouant une quinte au-dessus de celle-ci.

### Caractéristiques

#### Tessiture
| type de flûte     | longueur              | diamètre  | tessiture |
| ----------------- | --------------------- | --------- | --------- |
| Flûte traversière | 26,5 pouces (67,3 cm) | ¾ pouce   |           |
| Flûte en sol      | 34 pouces (86,3 cm)   | 1 pouce   |           |
| Flûte basse       | 52 pouces (132 cm)    | 1 ¾ pouce | Do2 - Do5 |
| Flûte contrebasse | 104 pouces (264 cm)   | 2 pouces  | Do1 - Do4 |

La tessiture de la flûte baroque était limitée à 2 octaves et une quinte du ré 3 au la 5 qui correspond aux compositions du XVIIIe siècle (de Bach à Mozart et leurs contemporains), étendue  pour les flûtes de la première moitié du XIXe siècle dans le grave au do 3 (si 2 pour celles comportant une patte de si), dans l'aigu au si b 5, puis à trois octaves jusqu'au do 6 pour les flûtes Boehm. Des notes suraiguës, jusqu'au fa 6, peuvent être produites, mais ce registre n'est pratiquement utilisé  que par certains compositeurs à partir du milieu du XXe siècle.

#### Volume sonore
Son volume sonore augmente progressivement du grave à l'aigu : relativement faible pour les notes les plus graves (de do 3 à mi 3), soit un coefficient de 1,5 pour une  base 1 équivalant au volume  du violon dans sa tessiture moyenne, avec une nuance forte difficile à produire, plus fort dans le medium (de fa 3 à la 4), coefficient de 1,5 à 3 sur la même base, dans l'aigu (de si 4 à fa 5), coefficient de 3 à 5, et dans le suraigu (au-dessus du fa 5) où une nuance piano est difficile, avec un coefficient de 5 à 7 (à comparer avec celui du violon, plus faible dans sa tessiture aiguë, baissant à 0,75).
Cette caractéristique amène la plupart des compositeurs à privilégier le registre aigu de la flûte dans les œuvres orchestrales.
Les autres flûtes de la gamme ont cette même inégalité.

#### Vélocité
La flûte est un des instruments les plus véloces de l'orchestre avec le violon. Toute la gamme des articulations est possible, du legato aux différentes formes de staccatos les plus rapides, par simple, double ou triple coup de langue, en passant les intermédiaires (louré).

#### Techniques particulières contemporaines
Des techniques particulières de jeu introduites dans les dernières décennies du XXe siècle telles que les micro-intervalles (inférieurs au demi-ton couramment utilisé en musique classique), quarts de ton exceptionnellement huitième de ton par des doigtés appropriés, chant simultané avec l'émission de sons à la flûte, effets percussifs, respiration circulaire, étendent les possibilités de l'instrument.
- Flattement
- Over-blowing
- Slap
- Flatterzunge
- Multiphoniques
- Harmoniques
- Flûte-box

### Fonctionnement

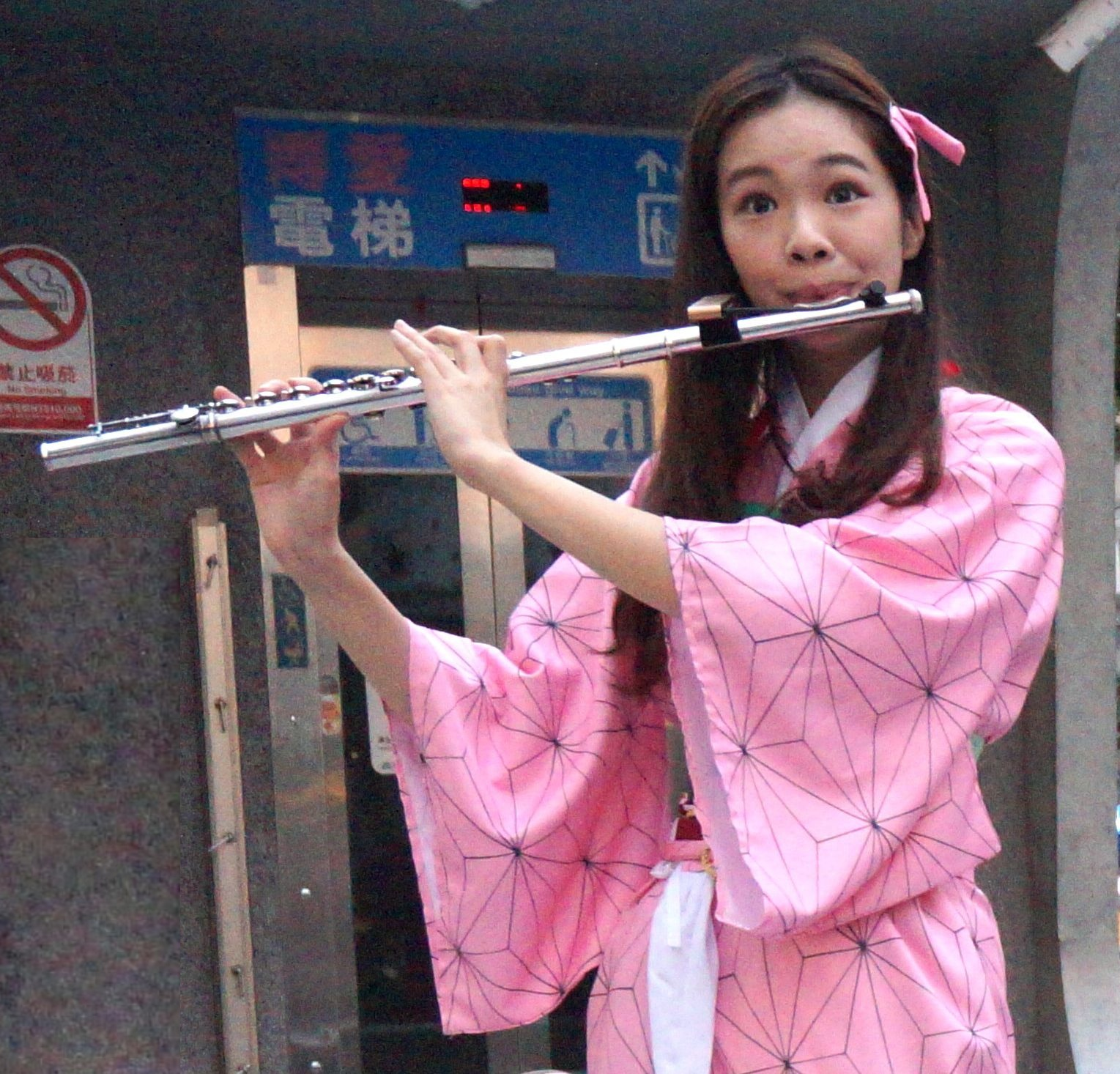
Joueuse de flûte traversière.

La flûte traversière doit son nom à la position horizontale dans laquelle on la tient lorsqu'on en joue : l'instrumentiste souffle à travers le trou d'embouchure dans une direction perpendiculaire au corps de la flûte. Au Moyen Âge, à la Renaissance, et plus tard lorsqu'elles ne comportaient qu'une seule clé alignée, les flûtes pouvaient être tenues indifféremment à droite ou à gauche.
La grande flûte se compose de trois parties séparables :
- Une tête — aussi appelée embouchure — qui comprend une plaque percée d'un trou ovale dans lequel on souffle pour produire le son. L'extrémité supérieure de l'embouchure est fermée par un bouchon de bois ou de liège (aussi appelé couronne) tenu entre deux plaques de métal. L'accord de l'instrument est effectué en enfonçant plus ou moins l'embouchure dans le corps, ce qui a pour effet de modifier la longueur de la colonne d'air.
- Un corps qui porte des clés et des plateaux, creux (seuls cinq plateaux sont creux) ou fermés, actionnés par les doigts. Les clefs et plateaux peuvent être disposés en ligne (clétage en ligne) ou en décalé. Les plateaux servent à boucher les trous, quatre clés servent à déboucher des trous et les autres clefs servent à boucher des trous pour ajuster la longueur de la colonne d'air à la hauteur de la note à produire sur une étendue d'une octave.

- Une patte qui prolonge le corps principal. La patte porte également plusieurs clés et peut être en ut ou en si. Elle est alors appelée « patte d'ut » ou « patte de si ».

L'instrumentiste émet un filet d'air qu'il dirige sur le biseau du trou de l'embouchure. La mise en vibration de la colonne d'air contenue dans le tuyau de la flûte produit le son. La fréquence de ces vibrations, et donc la hauteur de la note émise, dépend de la longueur acoustique de tuyau qui conditionne la longueur de la colonne d'air mise en vibration. Cette longueur peut être modifiée par la combinaison d'ouverture et de fermeture des trous (les doigtés). Le flûtiste produit alors les notes du registre grave de l'instrument. Pour jouer dans les registres medium et aigu, le musicien modifie l'angle d'attaque et la pression de l'air sur l'embouchure. Le son ainsi obtenu correspond aux harmoniques du son fondamental.
Les harmoniques de rang 2 (une octave au-dessus du son fondamental) sont jouées avec les doigtés correspondants de ceux de la première octave (sauf pour le ré, l'index gauche doit appuyer sur le plateau pour le ré grave contrairement au ré de l'octave du dessus) ce qui permet une facilité de jeu et une grande vélocité sur une étendue de 2 octaves (du ré 3 au do # 5). La justesse des notes produites par les harmoniques de rang 3 (une octave et une quinte au-dessus de la note fondamentale) et 4 (deux octaves au-dessus) doit être corrigée par des doigtés différents, ce qui rend l'exécution plus difficile dans l'aigu (du ré 5 au la 5) et particulièrement dans le registre suraigu (au-dessus du la 5).
La pression et la vitesse de l'air influent également sur le timbre et la justesse.

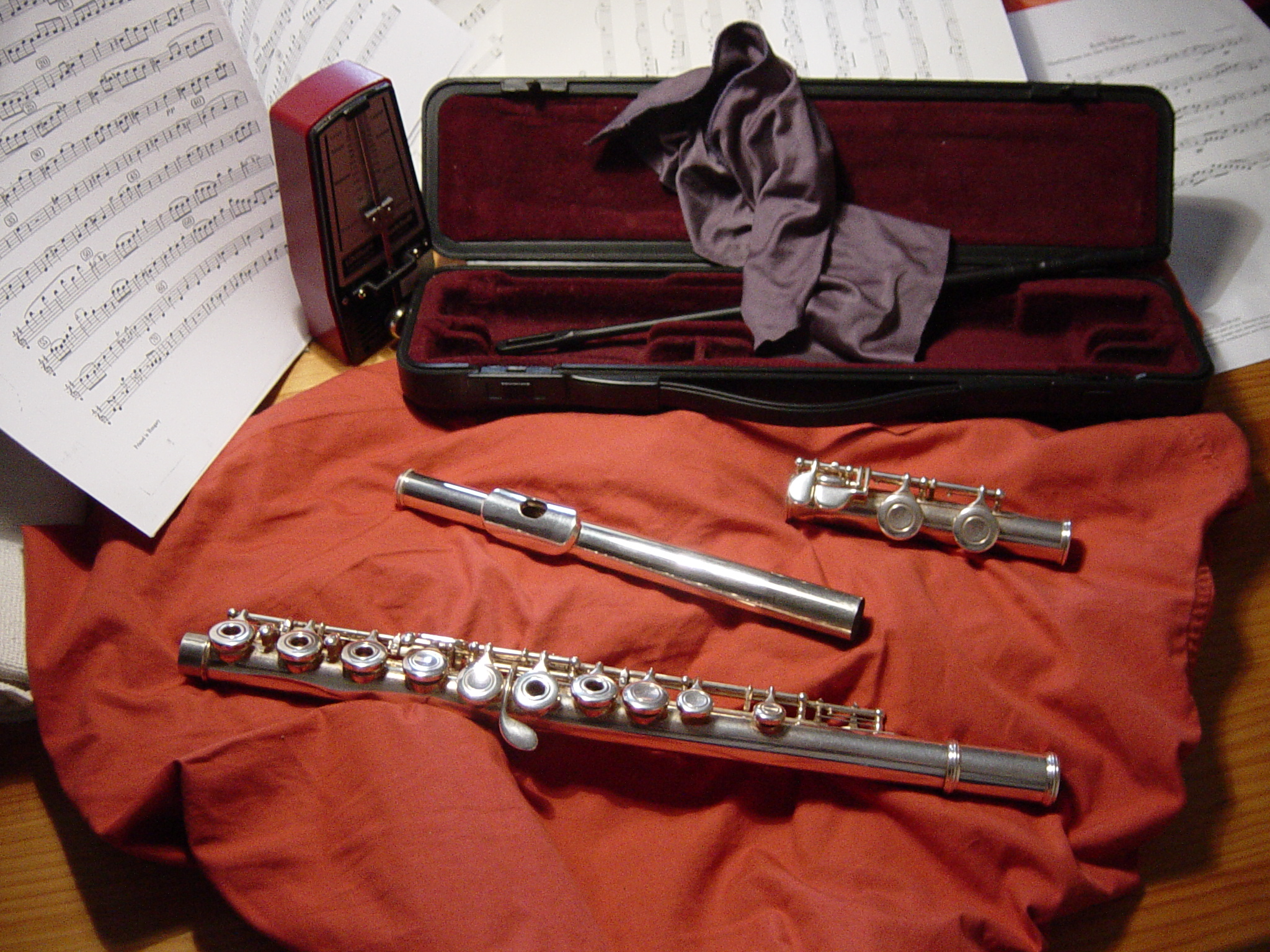
Flûte démontée avec son étui et son chiffon d’entretien.
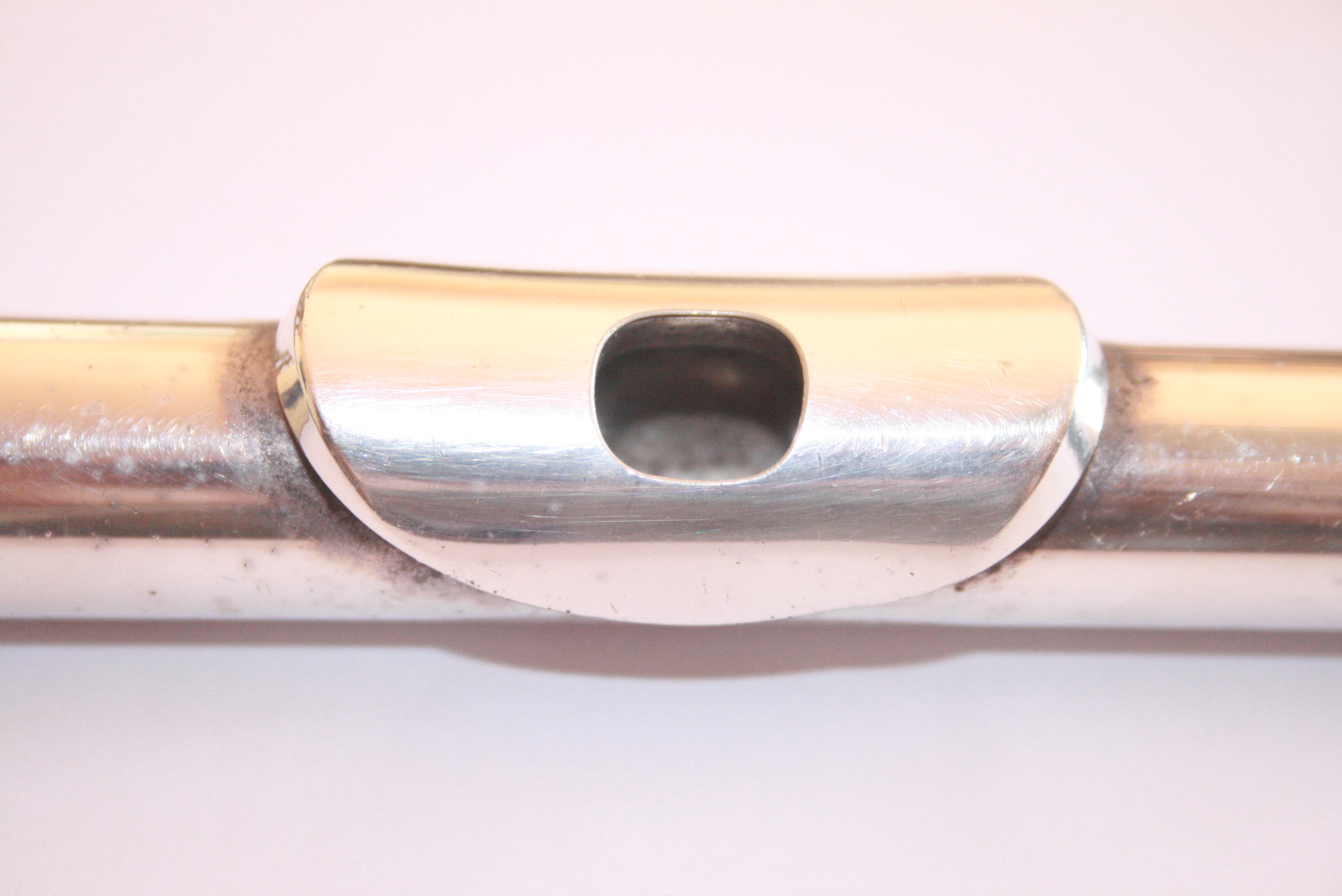
Gros plan sur l'embouchure.
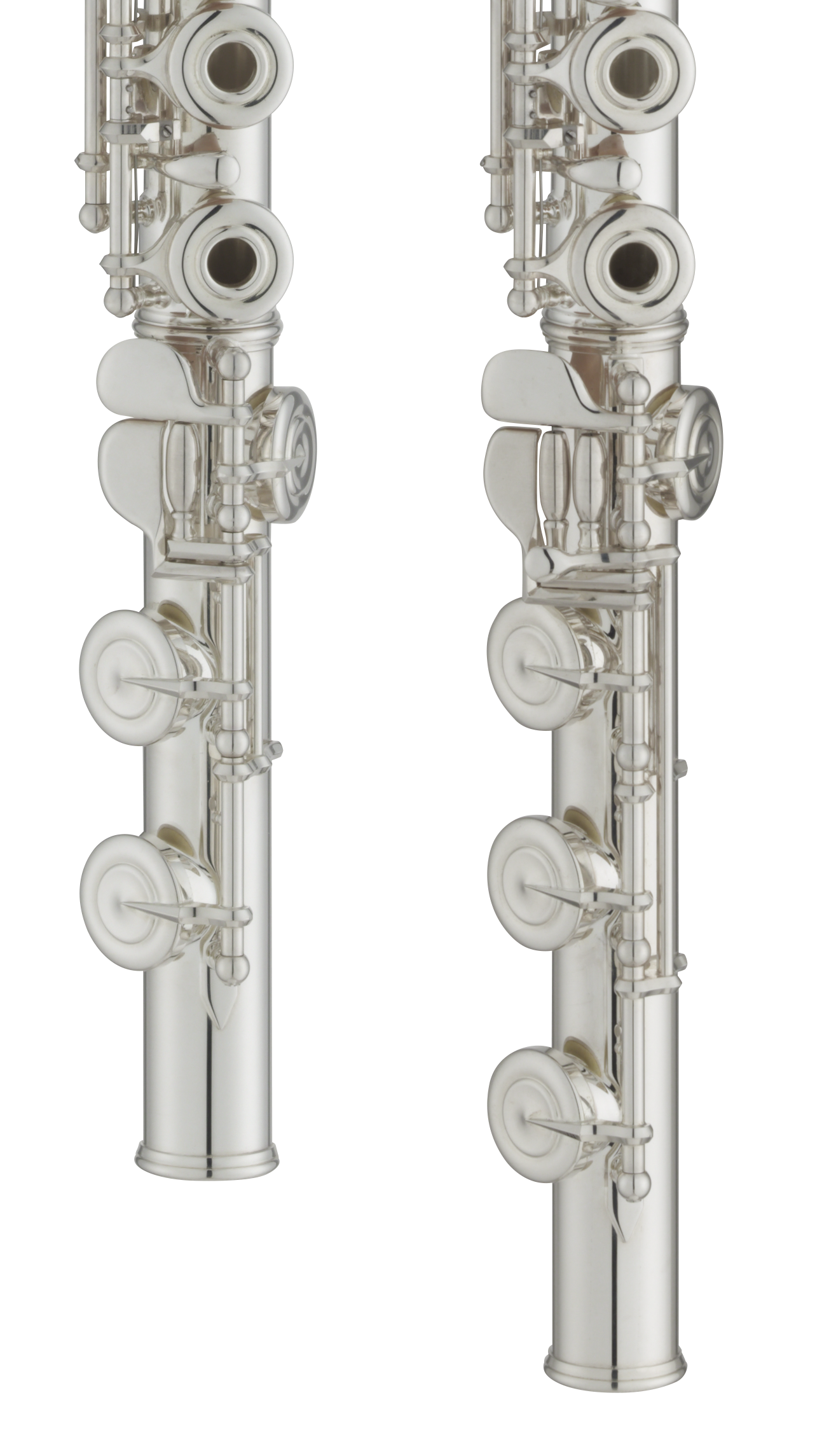
Patte d’ut et patte de si.

### Adaptation de l'instrument
Pour faciliter l'apprentissage de la flûte traversière aux enfants pour qui l'instrument classique serait trop grand, les facteurs d'instruments ont développé des têtes recourbées réduisant l'écartement entre l'embouchure et les clefs ce qui permet de les atteindre aisément au début de leur apprentissage.
La flûte dite "goutte" pallie le problème de poids sur la tête des flûtes courbes. Cette nouvelle flûte à la tête courbée vers le bas, permet aux jeunes enfants de conserver les mêmes sensations lors du changement d'instrument.
L'usage d'un fifre permet également aux plus jeunes d'apprendre les bases de la flûte traversière sur un modèle réduit. Néanmoins, cet instrument est limité pour les débutants à une gamme diatonique, les altérations n'étant produites que par des doigtés en fourche difficiles et différents de ceux de la flûte traversière classique.
Pour les débutants, il est possible de placer des bouchons de plastique dans l'espace des plateaux ouverts. Ces bouchons sont généralement fournis avec l'instrument neuf, mais il est possible d'en acheter séparément en cas de perte. Il existe aussi des flûtes à plateaux fermés qui ne nécessitent donc pas la pose de tels bouchons.

## Citations

### Berlioz et la flûte traversière
Hector Berlioz, qui était pourtant lui-même flûtiste, ne semblait pas tenir la flûte en haute estime ; s'il la juge « indispensable à l'orchestration », il dit dans son Traité d'instrumentation qu'elle est « d'une agilité excessive ». Plus loin, il précise même : « Il semble donc que la flûte soit un instrument à peu près dépourvu d’expression, qu'on est libre d'introduire partout et dans tout, à cause de sa facilité à exécuter les groupes de notes rapides, et à soutenir les sons élevés utiles à l'orchestre pour le complément des harmonies aiguës. »
Mais il nuance lui-même son propos, quelques lignes plus loin :
« En général cela est vrai ; pourtant en l'étudiant bien, on reconnaît en elle une expression qui lui est propre, et une aptitude à rendre certains sentiments qu'aucun autre instrument ne pourrait lui disputer. S'il s'agit par exemple, de donner à un chant triste un accent désolé, mais humble et résigné en même temps, les sons faibles du medium de la flûte, dans les tons d'ut mineur et de ré mineur surtout, produiront certainement la nuance nécessaire. Un seul maître me paraît avoir su tirer grand parti de ce pâle coloris : c’est Christoph Willibald Gluck. En écoutant l'air pantomime en ré mineur qu'il a placé dans la Scène des champs Élysées d'Orphée, on voit tout de suite qu'une flûte devait seule en faire entendre le chant. Un hautbois eût été trop enfantin et sa voix n'eût pas semblé assez pure ; une clarinette eût mieux convenu sans doute, mais certains sons eussent été trop forts, et aucune des notes les plus douces n'eût pu se réduire à la sonorité faible, effacée, voilée du fa naturel du médium, et du premier si{\displaystyle \flat } au-dessus des lignes, qui donnent tant de tristesse à la flûte dans ce ton de ré mineur où ils se présentent fréquemment. Enfin, ni le violon, ni l’alto, ni le violoncelle, traités en solo ou en masse, ne convenaient à l'expression de ce gémissement mille fois sublime d’une ombre souffrante et désespérée ; il fallait précisément l'instrument choisi par l'auteur. Et la mélodie de Gluck est conçue de telle sorte que la flûte se prête à tous les mouvements inquiets de cette douleur éternelle, encore empreinte de l'accent des passions de la terrestre vie. C'est d’abord une voix à peine perceptible qui semble craindre d'être entendue ; puis elle gémit doucement, s'élève à l'accent du reproche, à celui de la douleur profonde, au cri d'un cœur déchiré d'incurables blessures, et retombe peu à peu à la plainte, au gémissement, au murmure chagrin d'une âme résignée… Quel poète ! »
« Les sons graves de la flûte sont peu ou mal employés par la plupart des compositeurs ; Carl Maria von Weber, dans une foule de passages du Freischütz, et, avant lui, Gluck, dans la marche religieuse d'Alceste, ont pourtant montré tout ce qu'on peut en attendre pour les harmonies empreintes de gravité et de rêverie. Ces notes basses, je l'ai déjà dit, se mêlent fort bien aux sons graves des cors anglais et des clarinettes ; elles donnent la nuance adoucie d'une couleur sombre. »
« En général, les maîtres modernes écrivent les flûtes trop constamment dans le haut ; ils semblent toujours craindre qu'elles ne se distinguent pas assez au-dessus de la masse de l'orchestre. Il en résulte qu'elles prédominent, au lieu de se fondre dans l'ensemble, et que l'instrumentation devient perçante et dure plutôt que sonore et harmonieuse. »
Ces appréciations de Berlioz portent sur la flûte en bois à plusieurs clés (de 5 ou à 8 ou 9) en usage à la date de rédaction du traité d'instrumentation, non sur la flûte actuelle de système Boehm apparue plus tard.
La flûte joue un rôle essentiel dans l'orchestre de Berlioz, mais les solos de flûte de quelque étendue sont assez peu fréquents chez lui : Berlioz préfère d'habitude confier la mélodie à deux ou à plusieurs instruments à vent (voyez cependant Harold en Italie, 3e mouvement, mesures 167-190). Le trio pour deux flûtes et harpe de L'Enfance du Christ est un cas spécial.
Enfin, si la flûte fait partie des premiers instruments de musique, c'est aussi un de ceux qui ont été le plus successivement adorés et détestés. Alors qu'elle a souvent été associée à des pouvoirs magiques, par exemple dans l'opéra de Mozart La Flûte enchantée, elle a été utilisée dans les cérémonies religieuses et les rites culturels. Dans les mêmes temps, elle était aussi utilisée pour le divertissement et l'art.
La flûte a connu, durant son histoire, une succession de périodes de succès et de méfiance, jusqu'au XIXe siècle où elle a été « réhabilitée » dans l'esprit des musiciens et du public.

### Brahms et la flûte traversière
Johannes Brahms lui non plus n'aimait pas beaucoup la flûte traversière, semble-t-il. Elle figure certes dans l'effectif de toutes ses œuvres symphoniques, mais le compositeur ne lui a donné que très rarement un rôle important, voire de soliste. L'exemple le plus marquant est le solo de flûte dans le finale de sa Quatrième Symphonie, que beaucoup de flûtistes décrivent comme un cri ou une plainte. Quant à la musique de chambre, aucune composition de Brahms ne comprend de flûte traversière.

## Flûtistes historiques
Les flûtistes célèbres des XVIIIe et XIXe siècles,,, sont classés par ordre chronologique :
Époque baroque et classique :
- Jacques-Martin Hotteterre dit « le Romain »
- Michel de la Barre
- Pierre-Gabriel Buffardin
- Jacques-Christophe Naudot
- Johann Joachim Quantz
- Michel Blavet
- Frédéric II de Prusse
- Antoine Mahaut
- Charles Delusse (de)
- Filippo Ruge
- Johann Baptist Wendling
- Johann George Tromlitz
- Johann Georg Wunderlich
- François Devienne
- Antoine Hugot

Époque romantique et moderne :
- France
  - Benoit Tranquille Berbiguier
  - Jean-Louis Tulou
  - Louis Drouet
  - Eugène Walckiers
  - Louis Dorus
  - Joseph-Henri Altès
  - Paul-Agricole Génin (de)
  - Jules Demersseman, « le Sarasate de la flûte »
  - Eugène Damaré
  - Paul Taffanel
  - Adolphe Hennebains
  - Léopold Lafleurance
  - Georges Barrère
  - Louis Fleury
  - Philippe Gaubert
  - Georges Laurent
  - Marcel Moyse
  - Joseph Rampal (à ne pas confondre avec son fils Jean-Pierre, lui aussi flûtiste, mais né au XXe siècle)
  - René Le Roy
  - Gaston Crunelle
- Allemagne
  - Friedrich Ludwig Dülon, flûtiste aveugle
  - Kaspar Fürstenau
  - Friedrich Kuhlau, « le Beethoven de la flûte »
  - Anton Bernhard Fürstenau
  - Theobald Boehm
  - Karl Doppler
  - Wilhelm Popp
  - Franz Doppler
- Italie
  - Luigi Gianella
  - Emanuele Krakamp
  - Cesare Ciardi
  - Giulio Briccialdi
  - Giuseppe Gariboldi (en)
  - Ernesto Köhler
  - Leonardo De Lorenzo
- Grande-Bretagne
  - Charles Nicholson (en)
- Danemark
  - Joachim Andersen